# Biserica de lemn din Rovinari

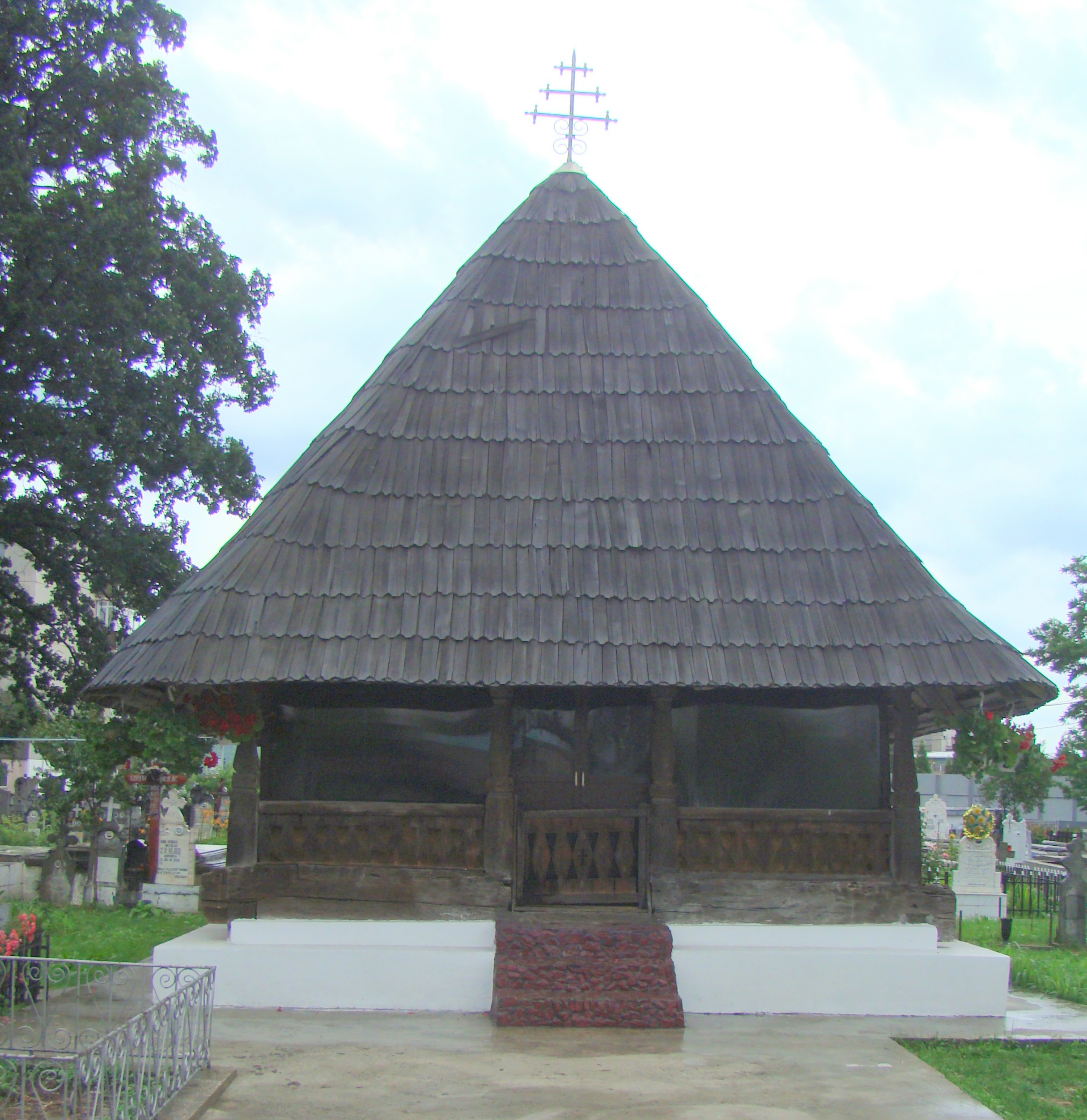
Biserica de lemn „Sfântul Ioan Botezătorul” din fostul sat Roșia Jiu, în prezent încorporat orașului Rovinari, județul Gorj, foto: iunie 2018.

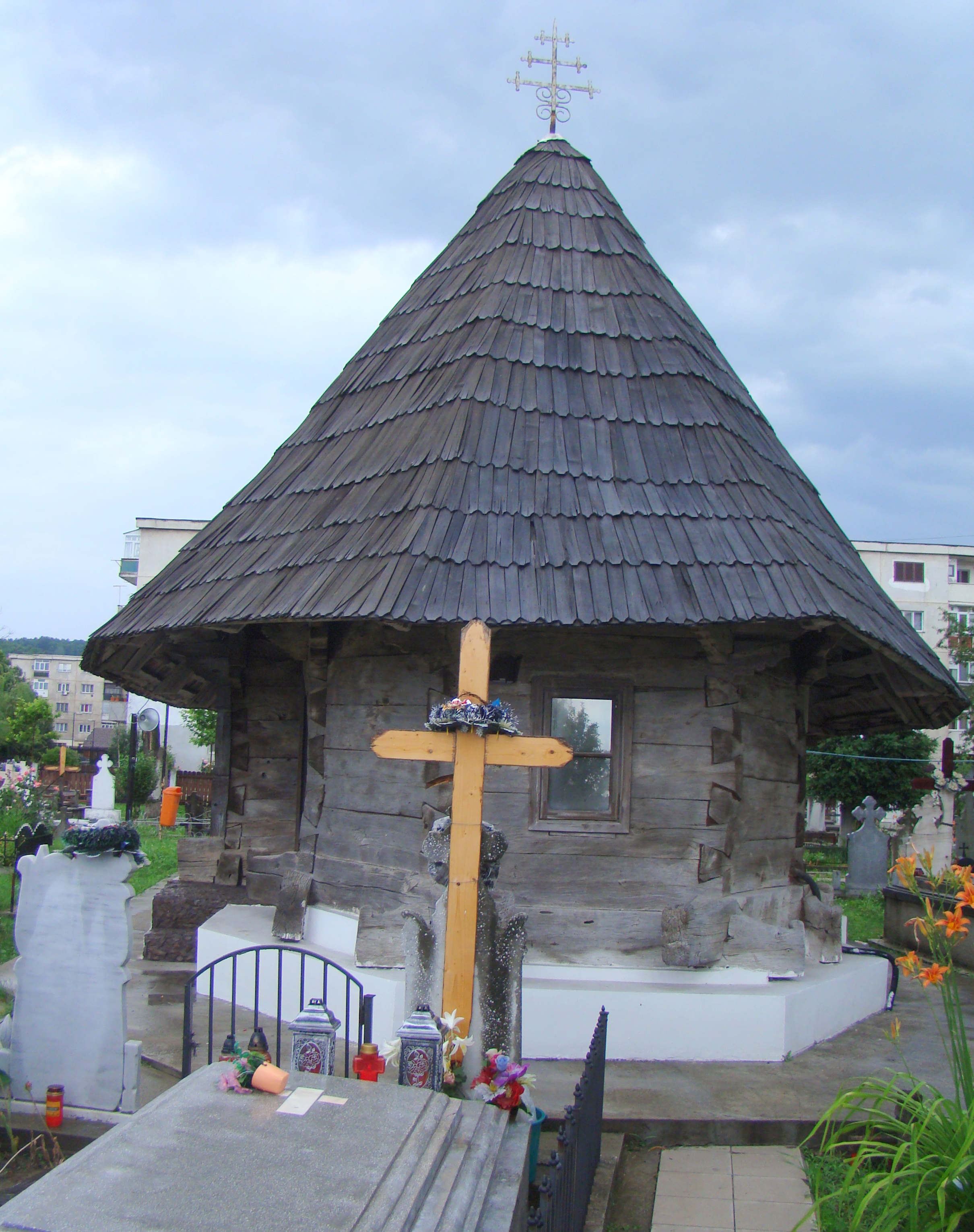
Biserica (est)

Biserica de lemn din fostul sat Roșia Jiu, în prezent încorporat orașului Rovinari, județul Gorj, a fost construită în anul 1800. Are hramul „Sfântul Ioan Botezătorul”. Biserica se află pe lista monumentelor istorice sub codul LMI:  GJ-II-m-B-09362.

## Istoric și trăsături
Biserica „Sfântul Ioan Botezătorul” este biserica fostului sat Roșia Jiu intrat în perimetrul orașului odată cu urbanizarea și este în prezent înconjurată de blocuri. Momentul ridicării bisericii este cuprins într-o pisanie veche, astăzi dispărută, dar al cărei text s-a păstrat: „Această sfântă biserică s-a făcut de răposatul vistier Ioan Roșianu cu toată cheltuiala sa, anul 1800. Și s-a prenoit de fiul său Constantin Roșianu vistier la anul 1840 iulie 30”. Biserica a fost renovată în anul 1936 de prim-ministrul de atunci, Gheorghe Tătărescu, originar din partea locului. A mai fost reparată în anul 1985, când i s-a făcut un soclu de ciment și a fost schimbat acoperișul de șindrilă.
Planimetria: navă de dimensiuni mici, de formă dreptunghiulară, altar decroșat, poligonal, cu cinci laturi. Acoperiș de șindrilă, fără clopotniță. Acoperirea interiorului e formată din o boltă unică, în leagăn, peste navă și o boltă semicilindrică, intersectată de fâșii curbe, peste altar.
Din pictura bisericii cele mai elemente sunt ușile împărătești, Buna Vestire, cu decor arhitectural, dar și icoanele vechiului registru împărătesc: Arhanghelul Mihail, călcând omul păcătos; „Maria cu pruncul” și arhanghelii în spatele tronului; „Deisis”, cu Maria și Ioan în spatele tronului; Ioan Botezătorul cu arhanghelul Mihail. Icoanele au fost pictate de Gheorghe zugravul din Costești (în prezent sat al comunei Aninoasa).
Din pictura altarului s-au mai păstrat doar niște chipuri de sfinți părinți; ea a fost realizată, probabil, în timpul renovării de la 1840, ca și pictura tâmplei. Un alt martor al picturii din 1840 îl reprezintă icoana „Deisis”, ajunsă de la Roșia Jiu în colecția arhiepiscopiei Craiovei, posibil realizată de Tănase zugravul.

## Imagini din exterior

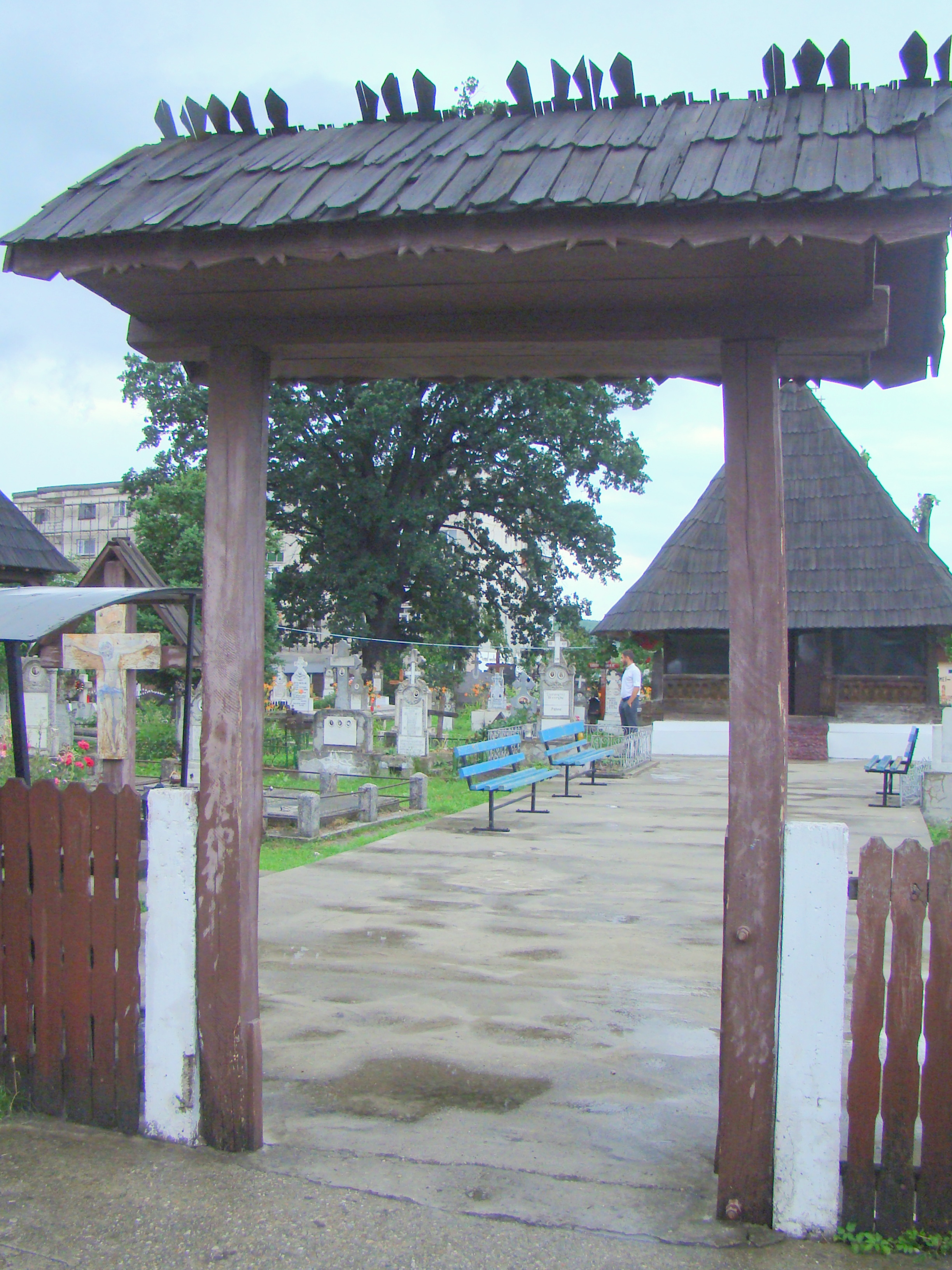
Poarta de acces în curtea bisericii
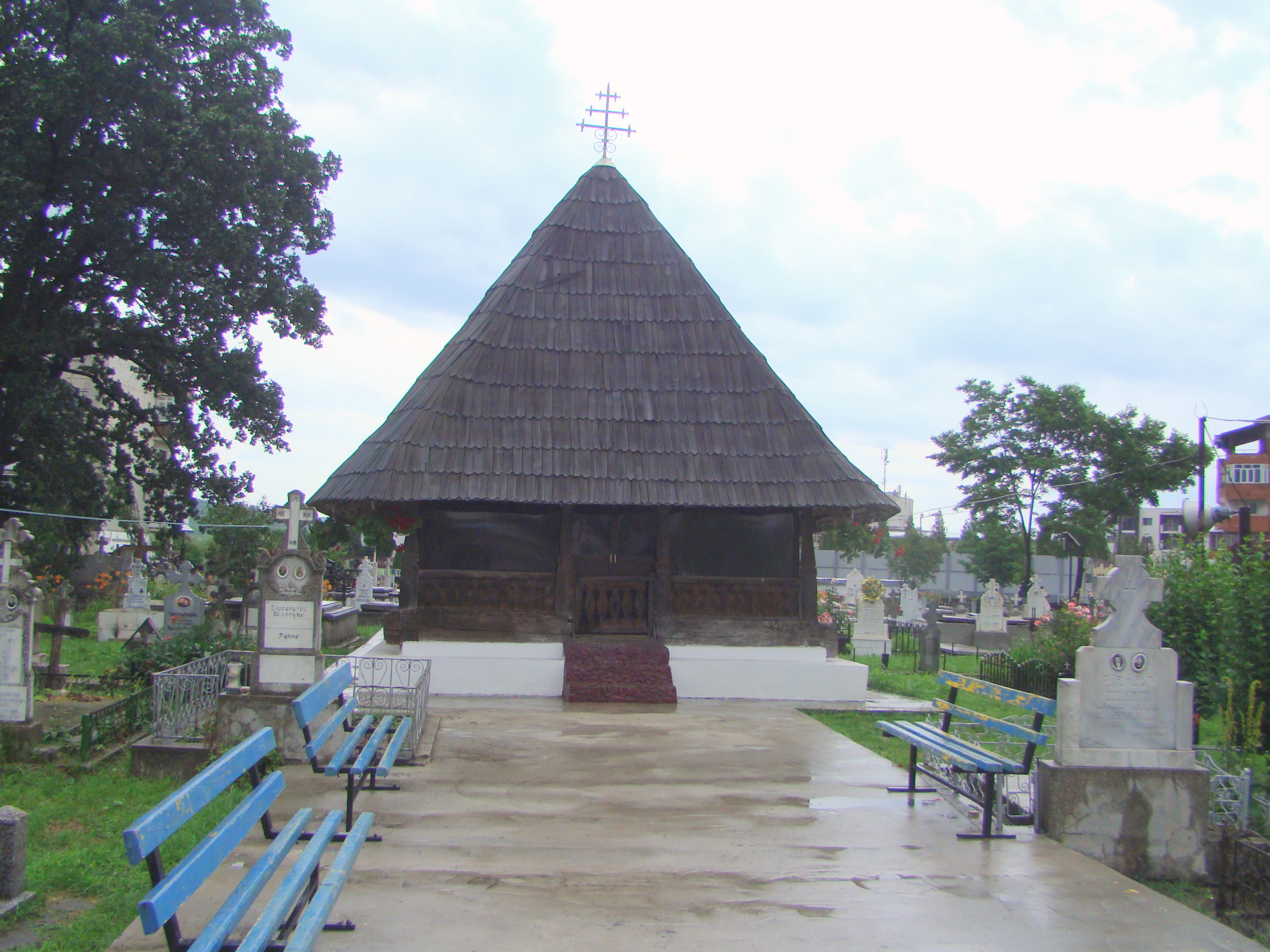
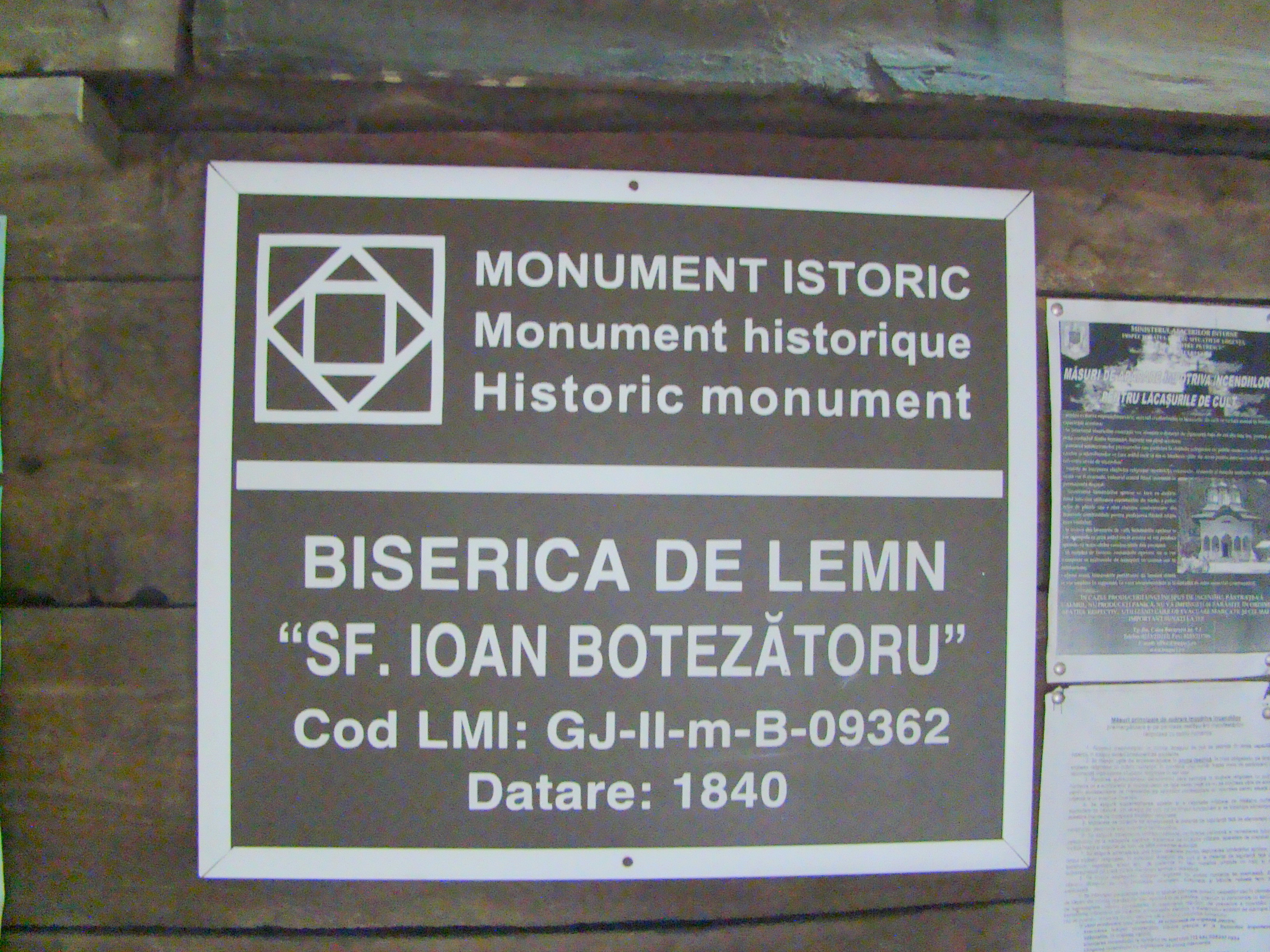
Tablă de monument
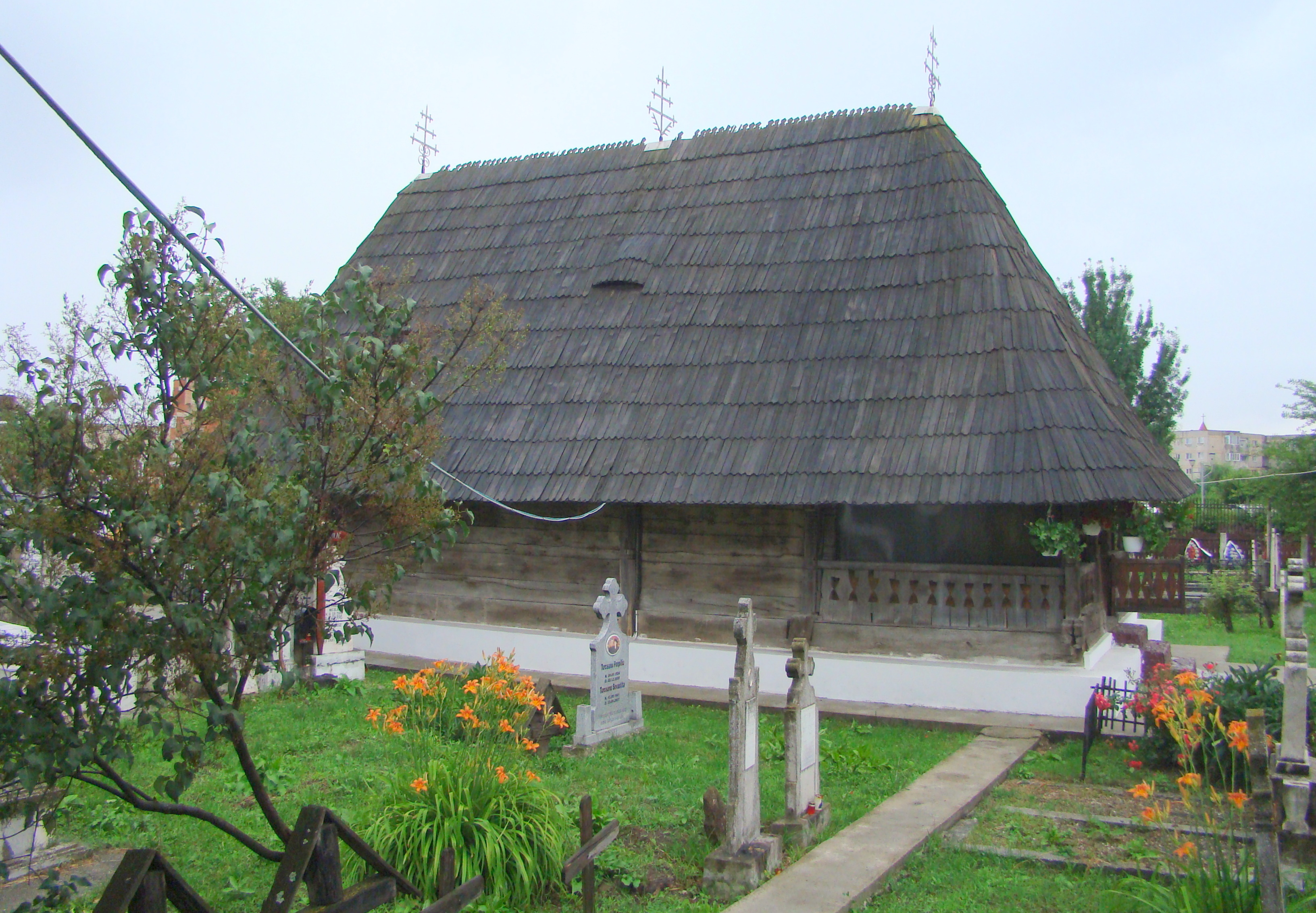
Biserica (nord)
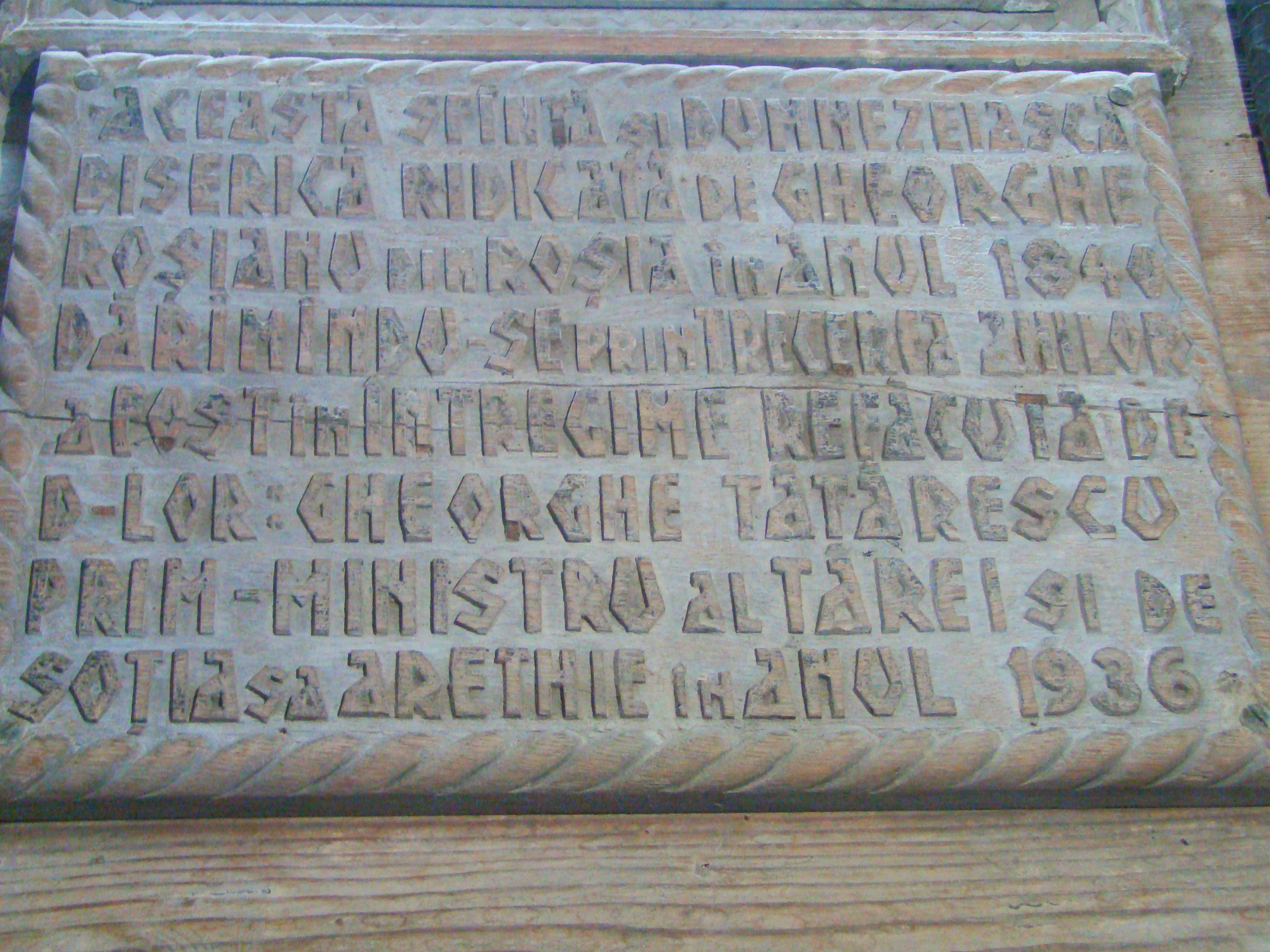
Pisania renovării de la 1936
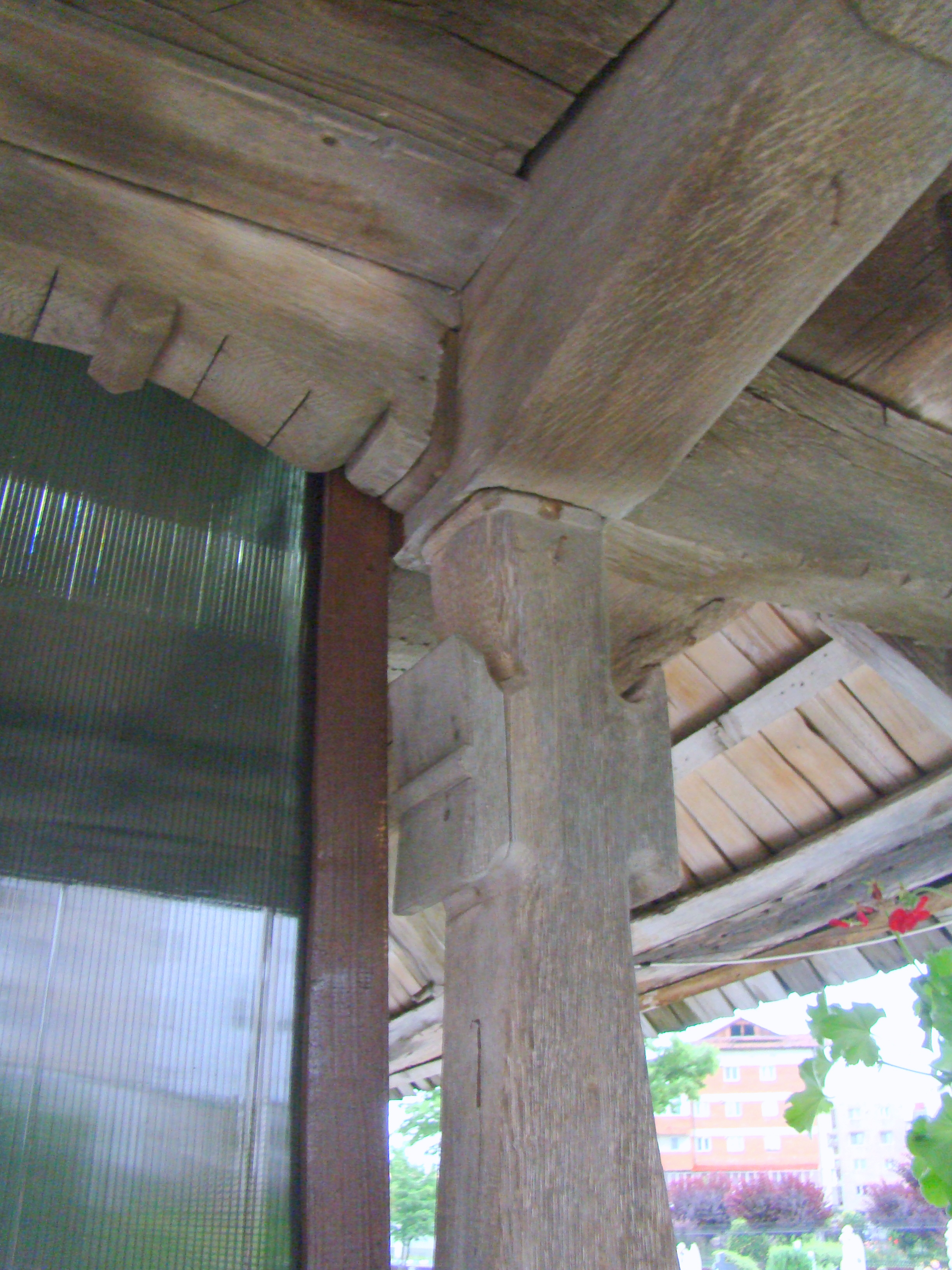
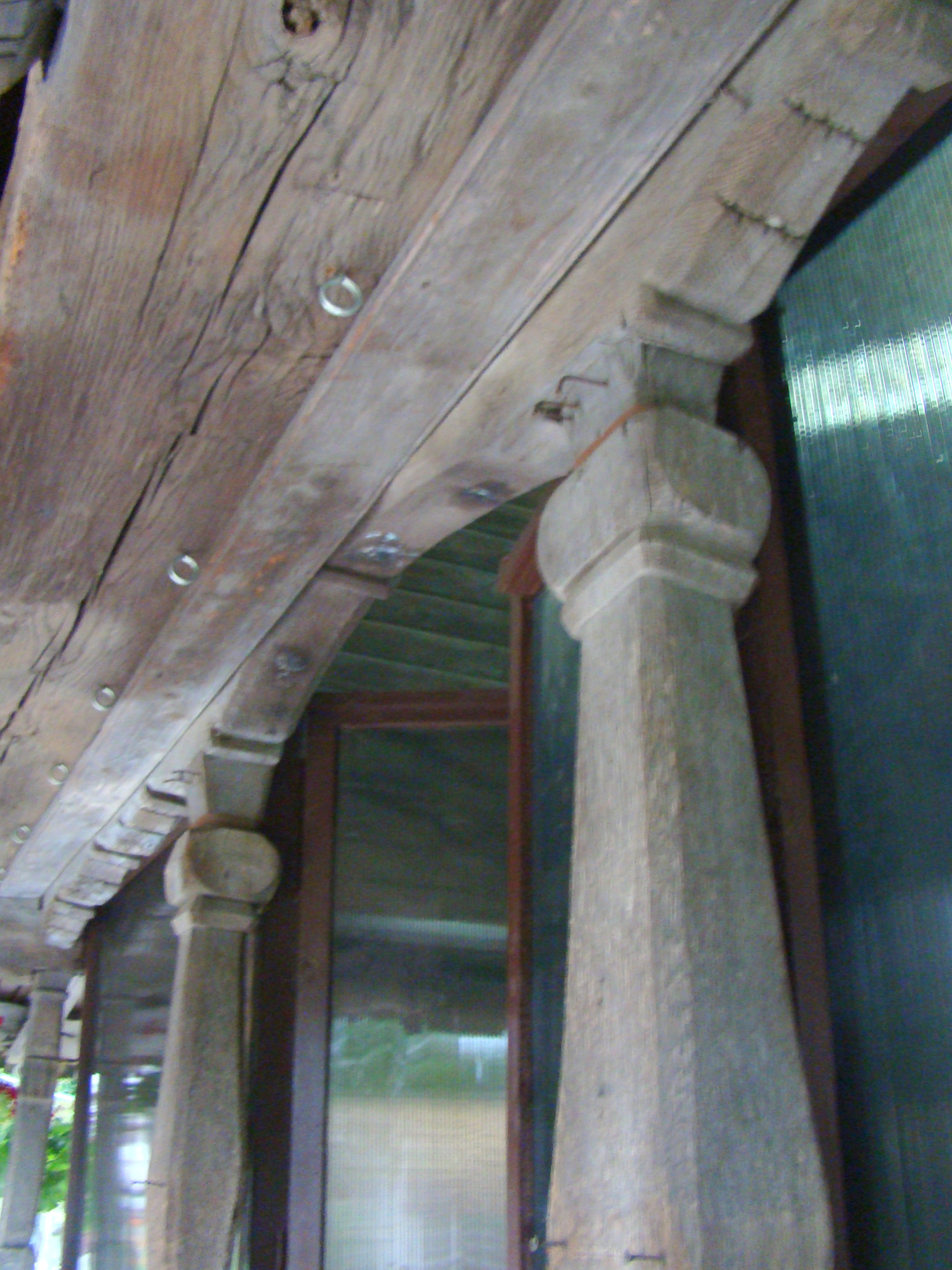
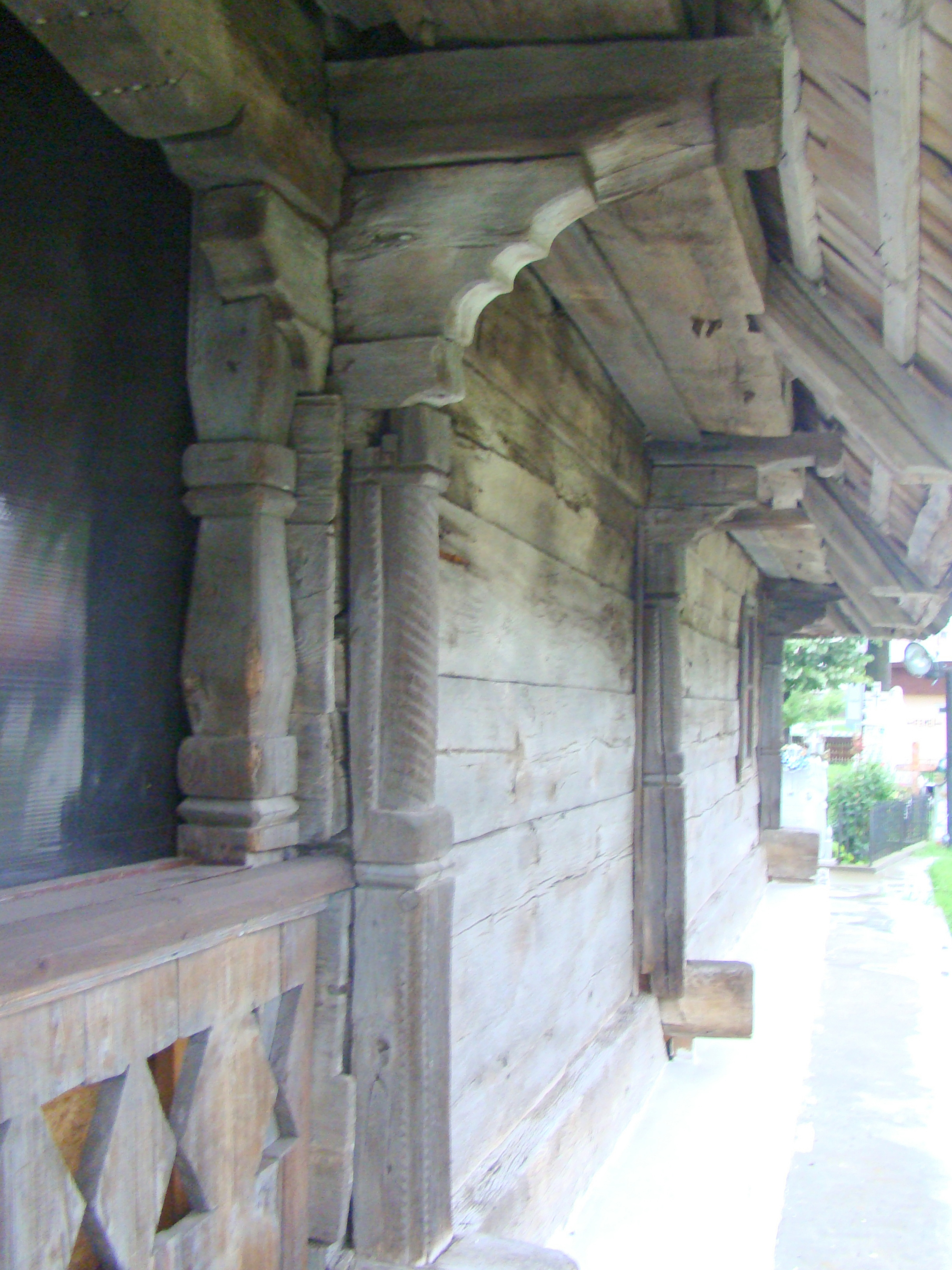
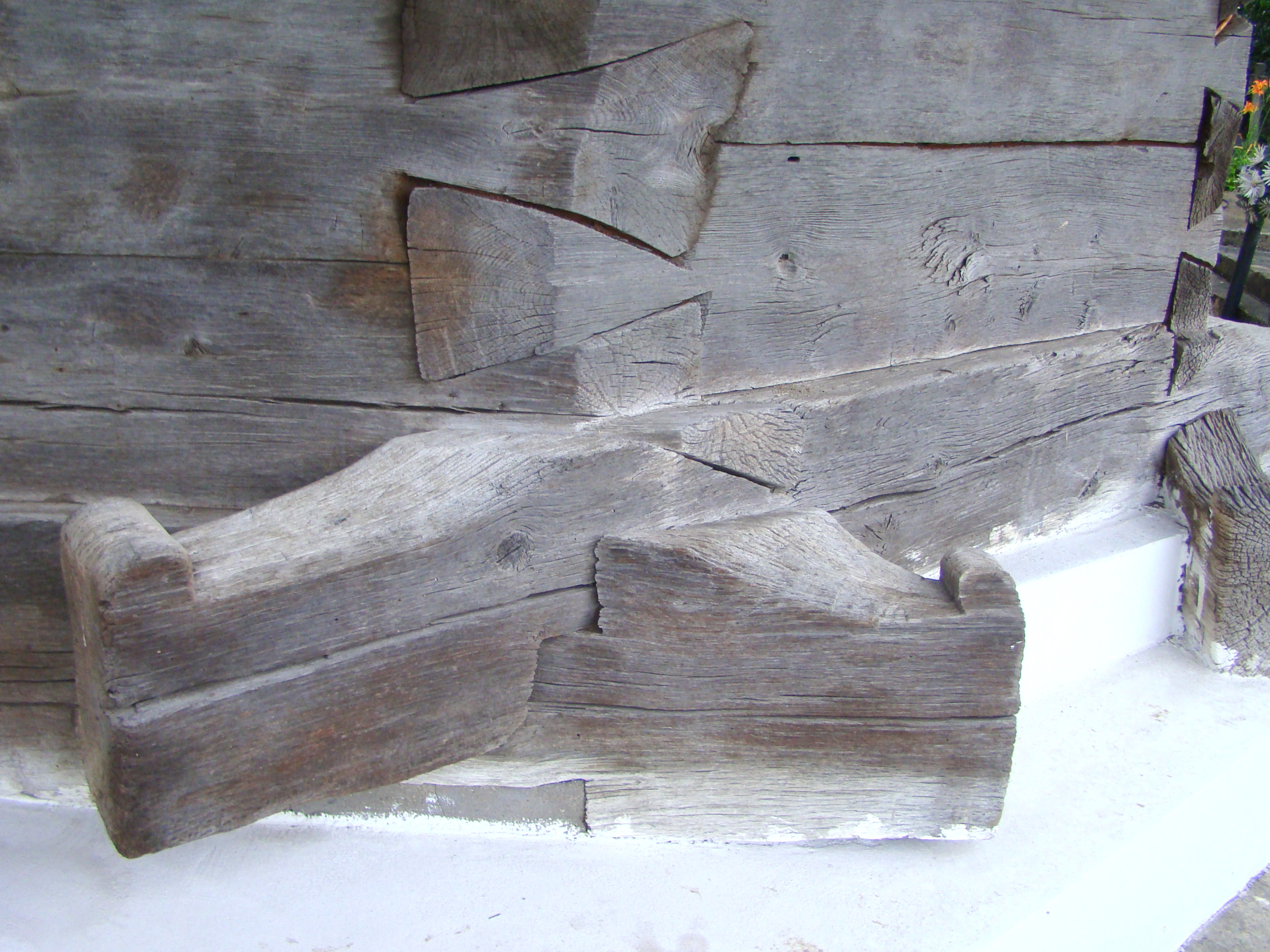
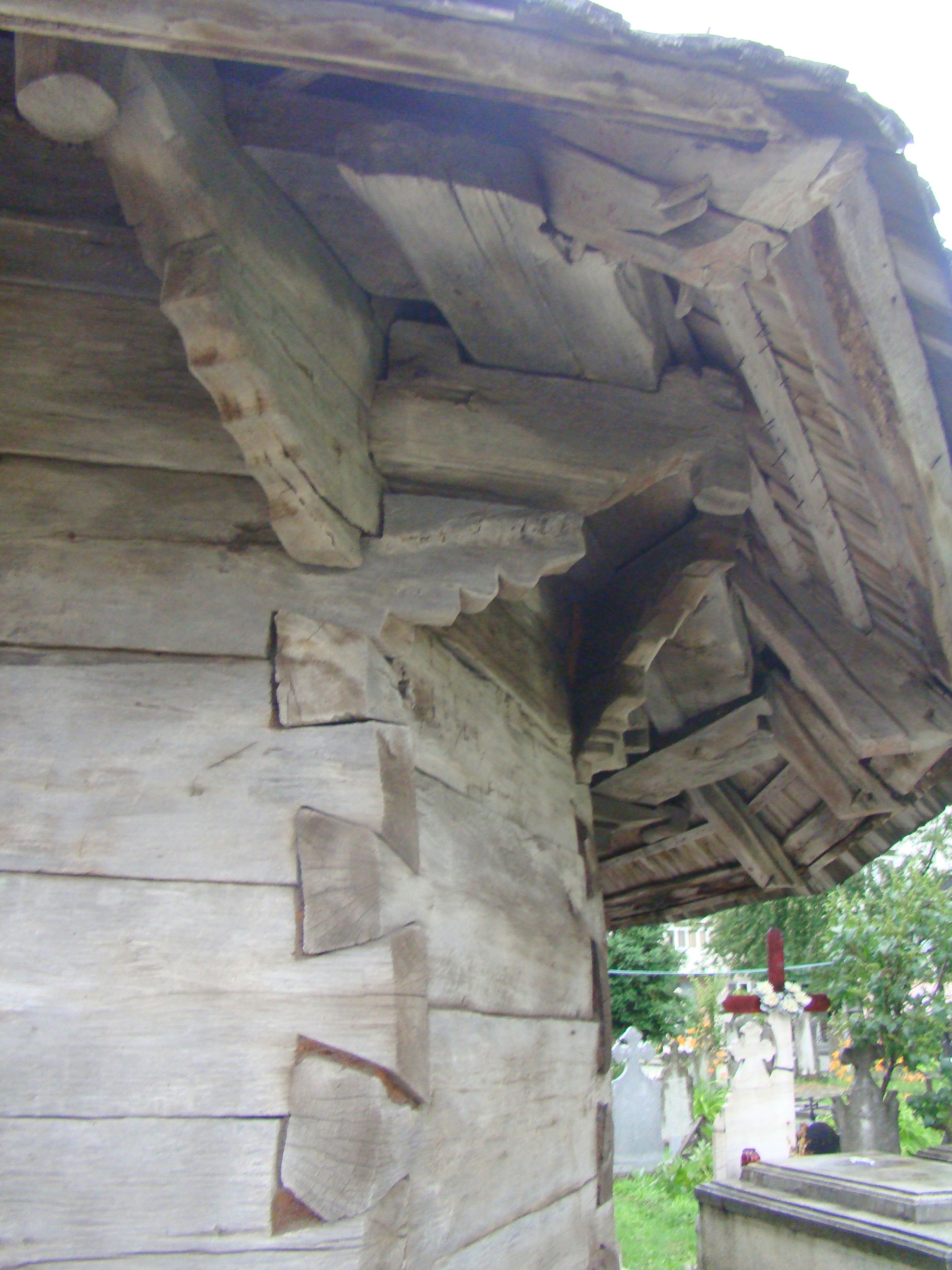
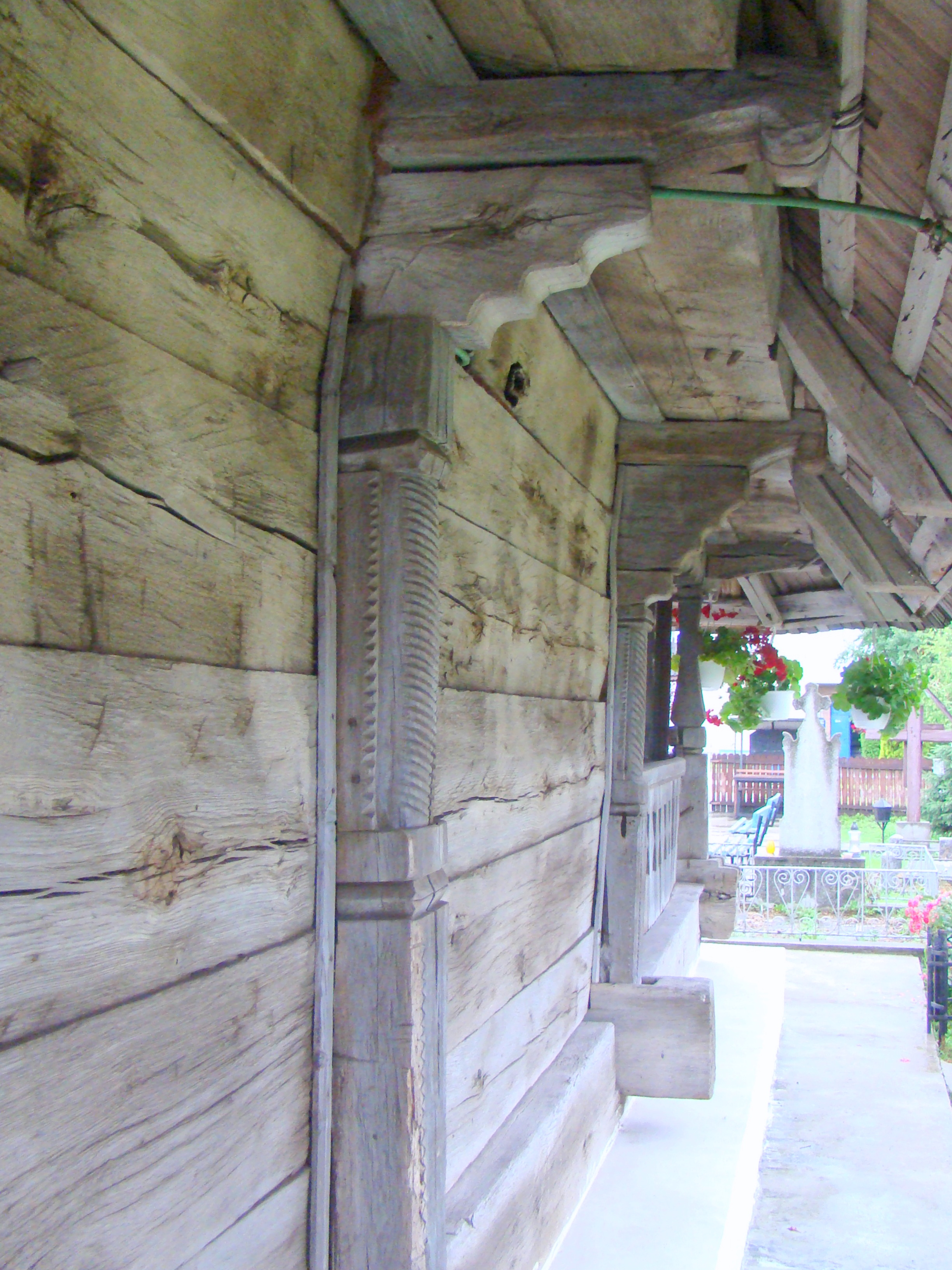
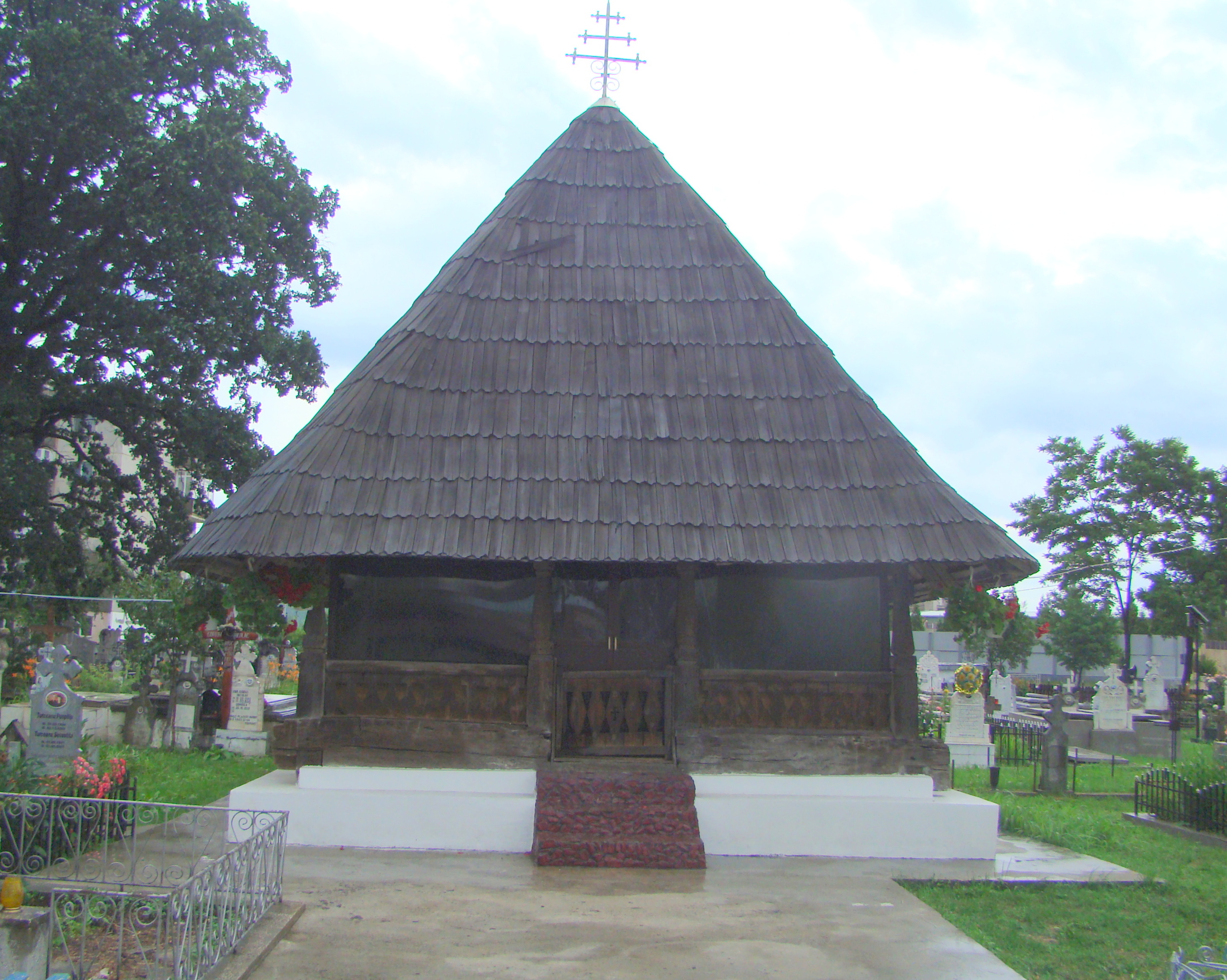
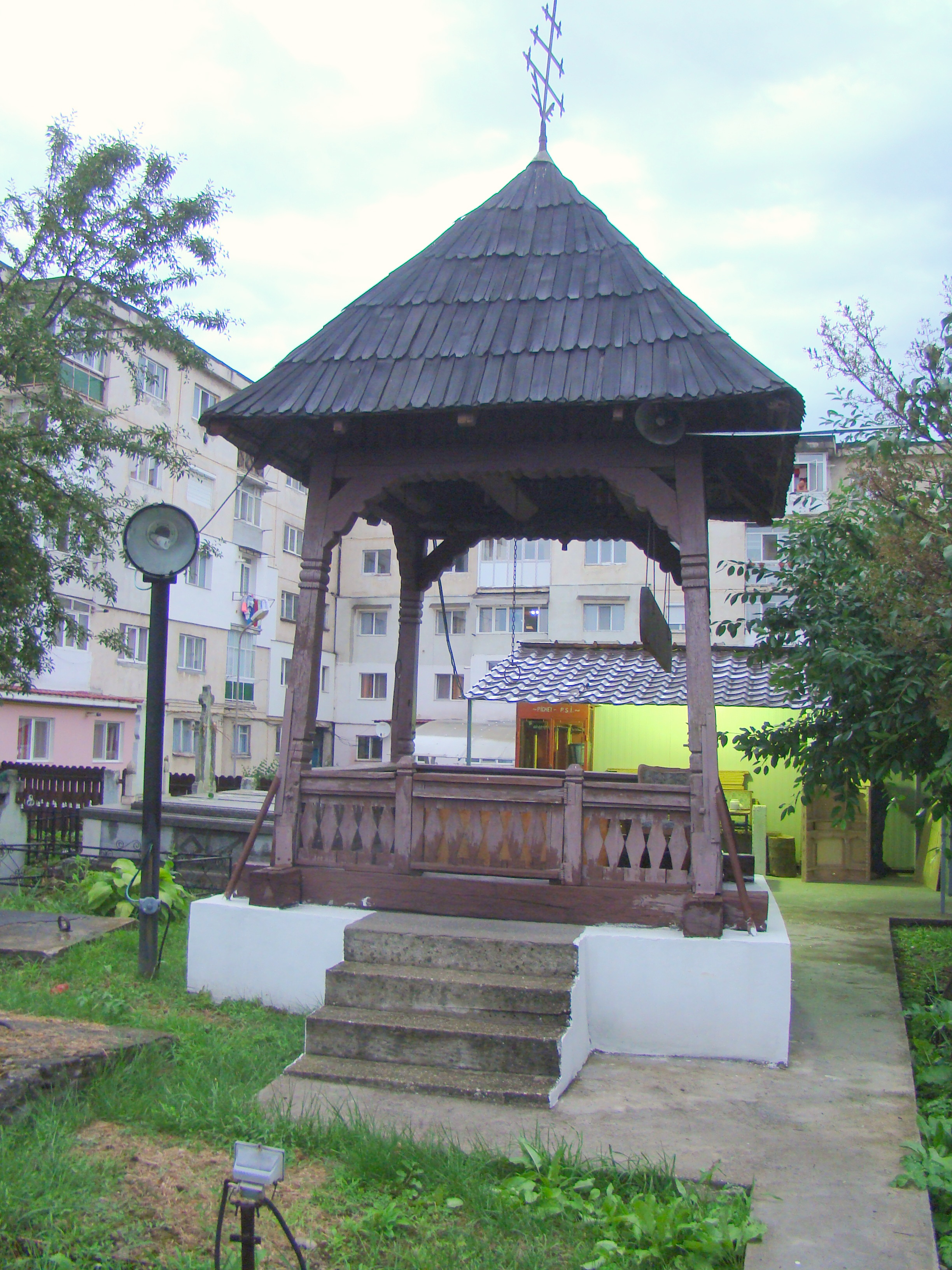
Clopotnița
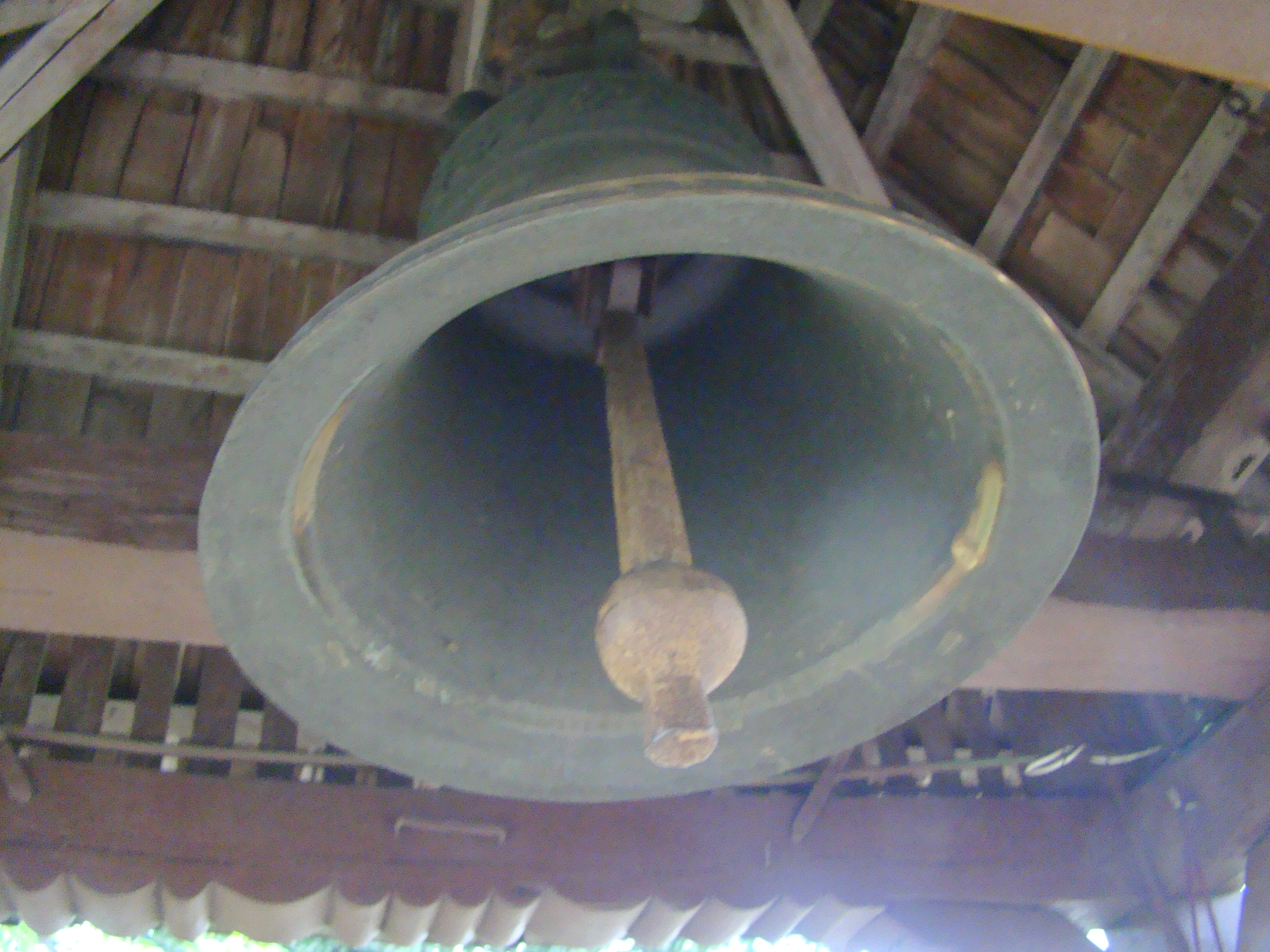
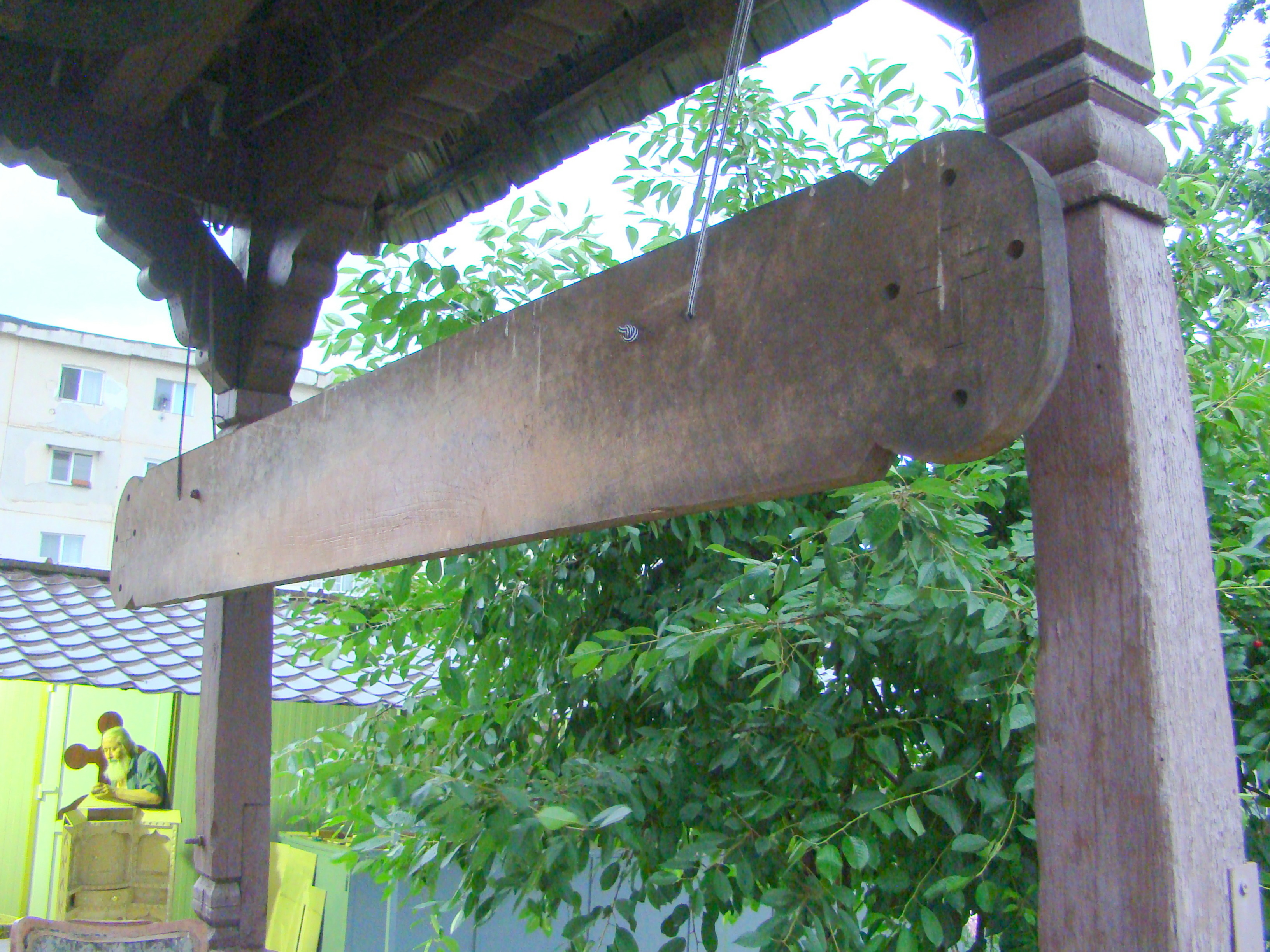
Toaca
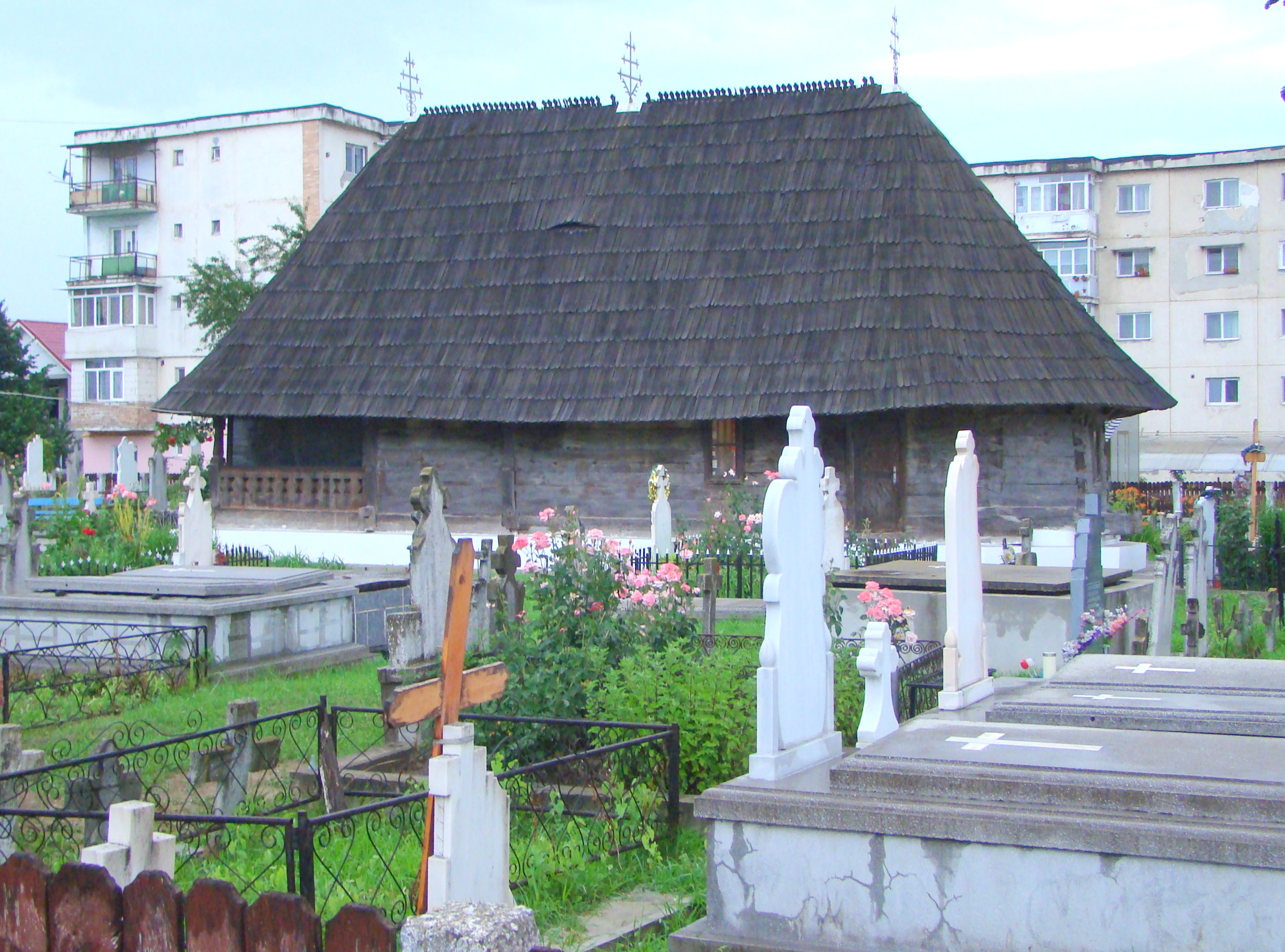
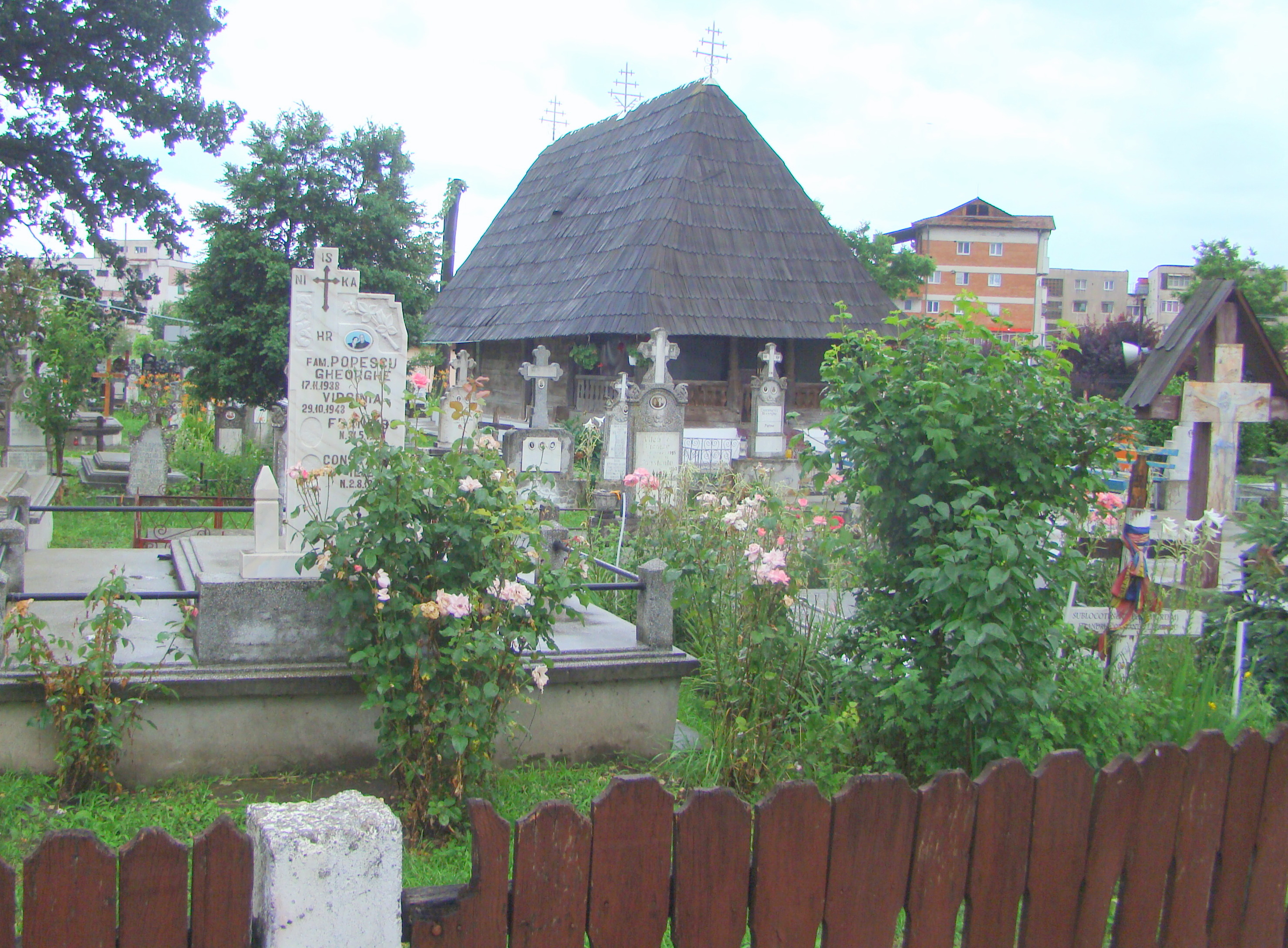

## Imagini din interior

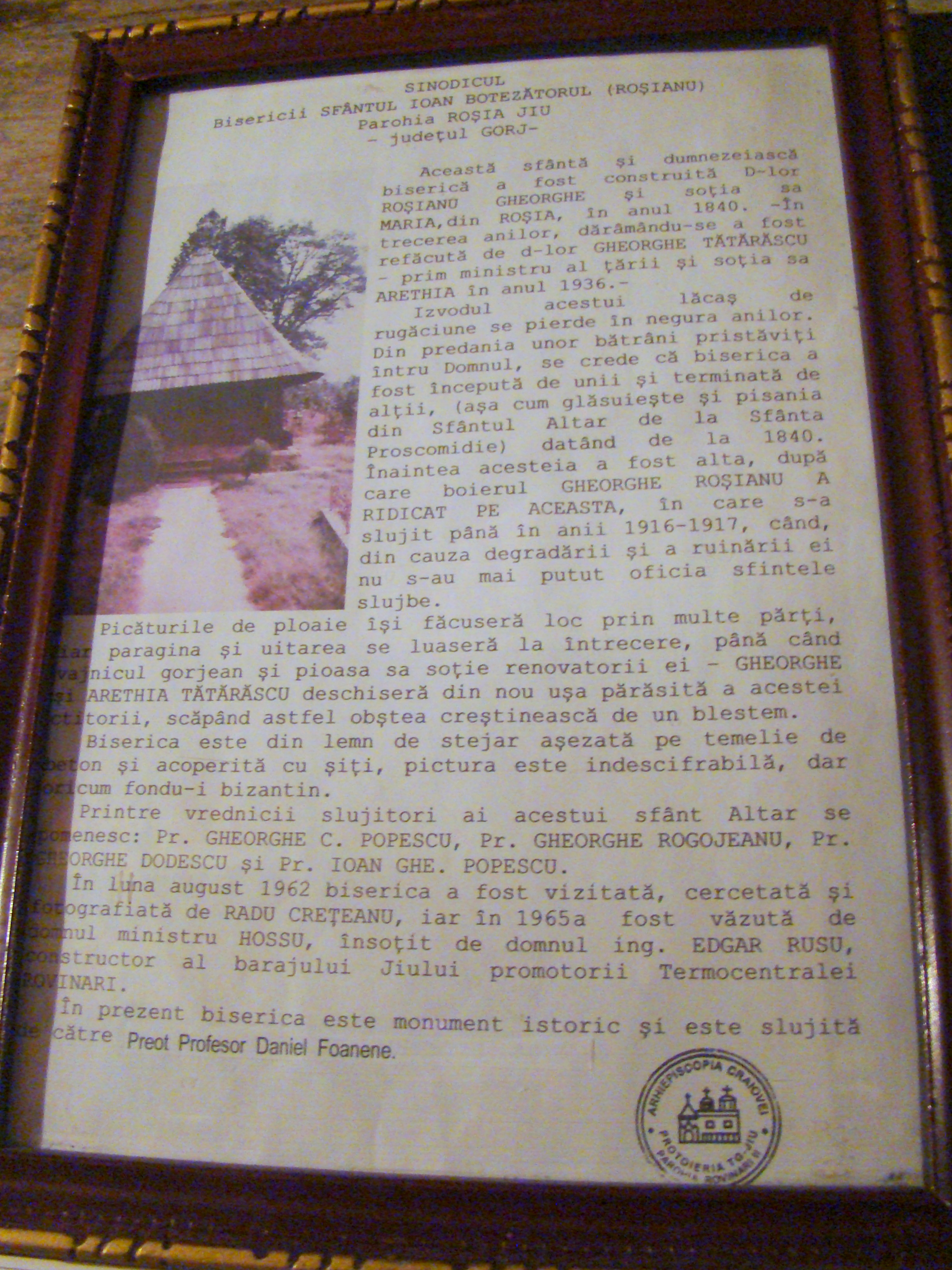
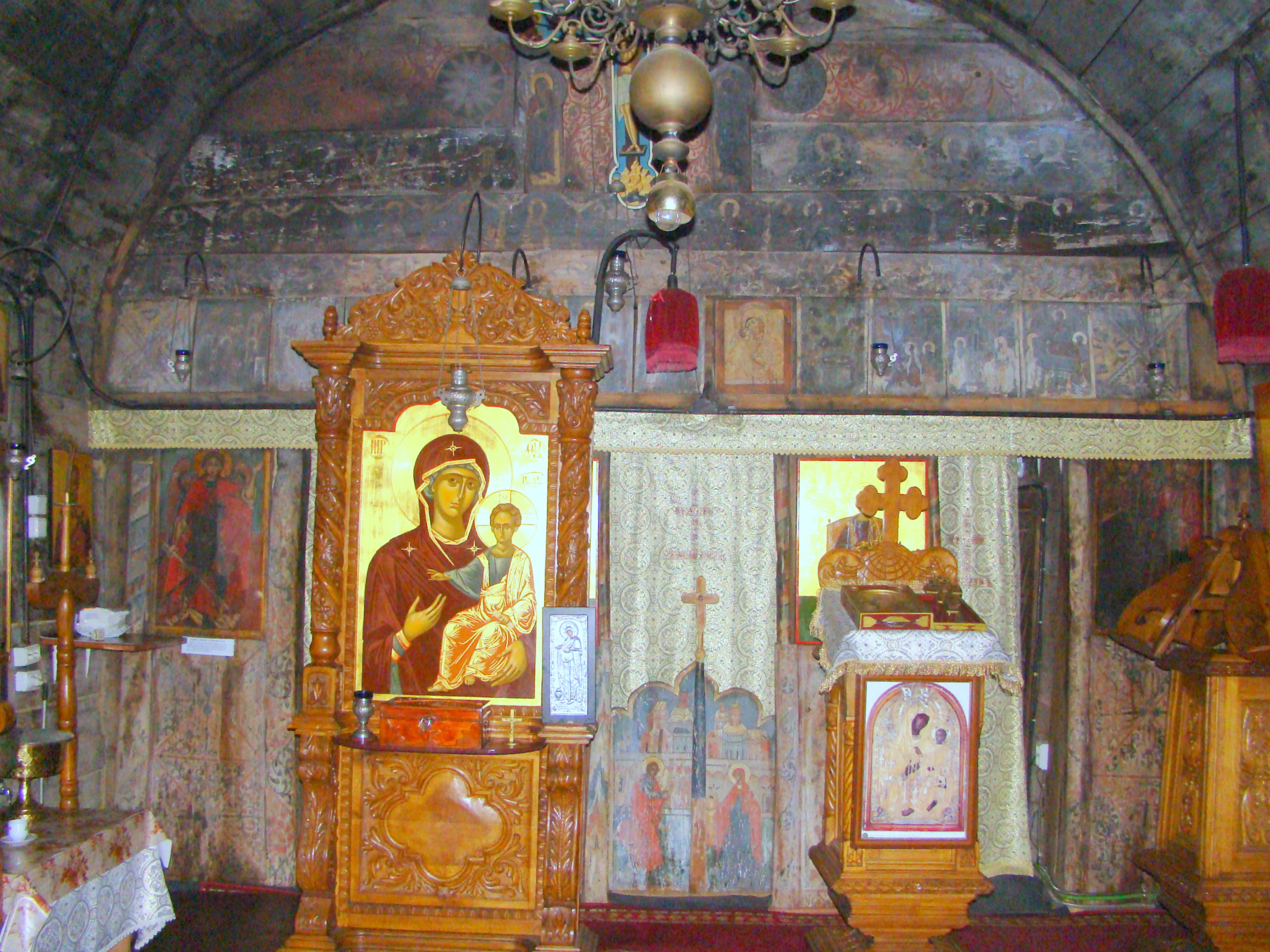
Iconostasul
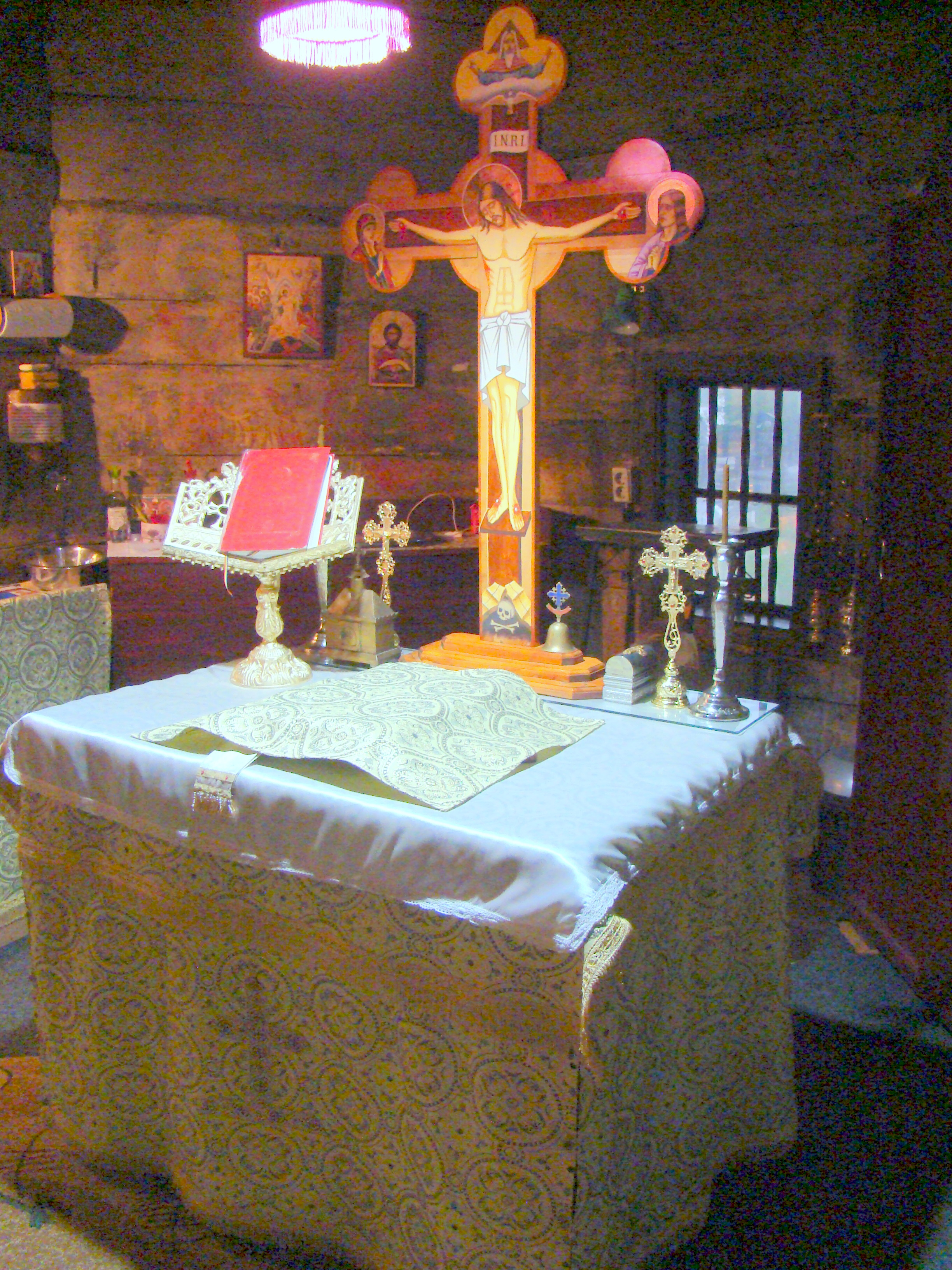
Sfânta Masă
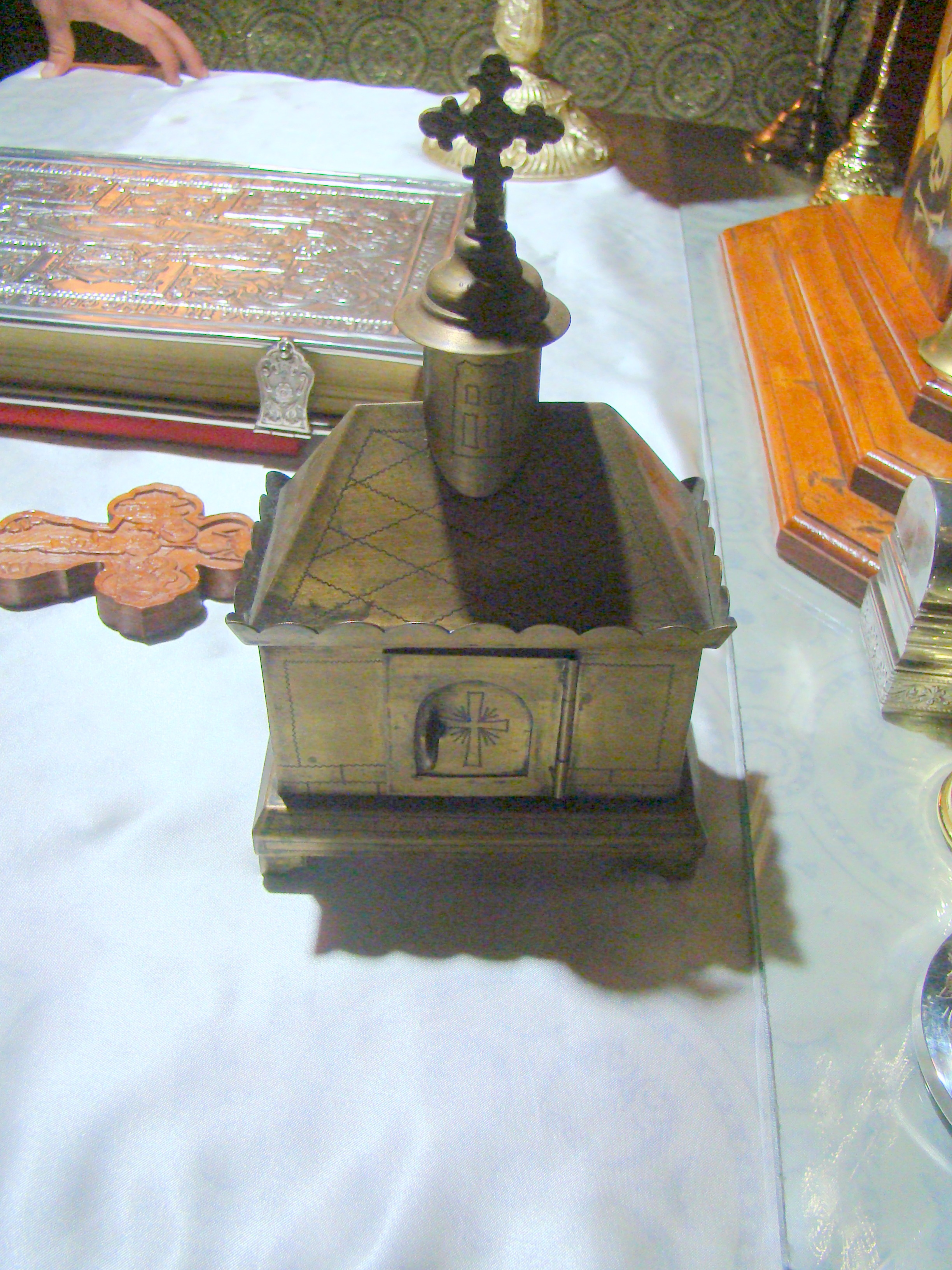
Chivotul dăruit bisericii de Gheorghe Tătărescu
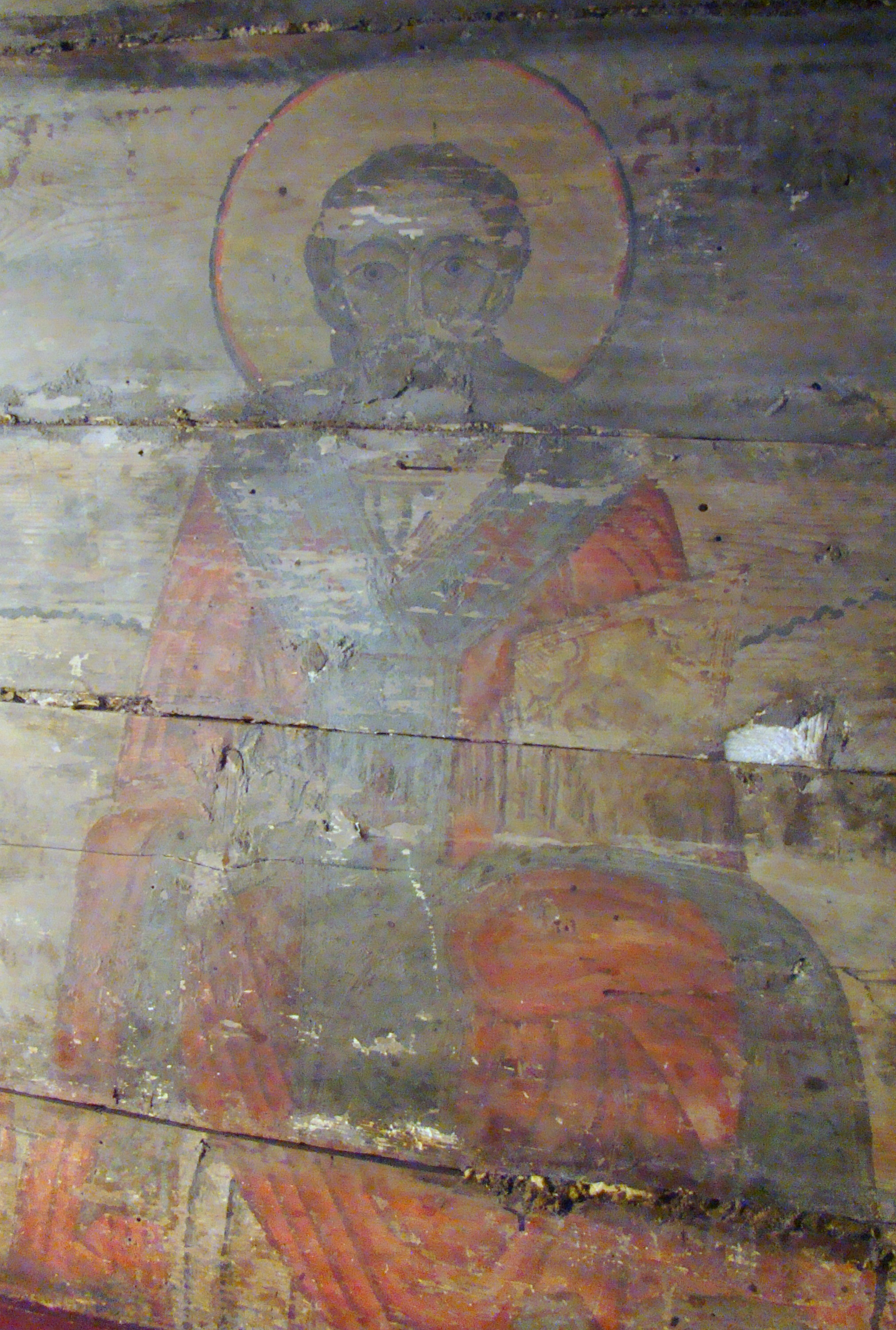
Pictura altarului: Sfinţii Părinţi
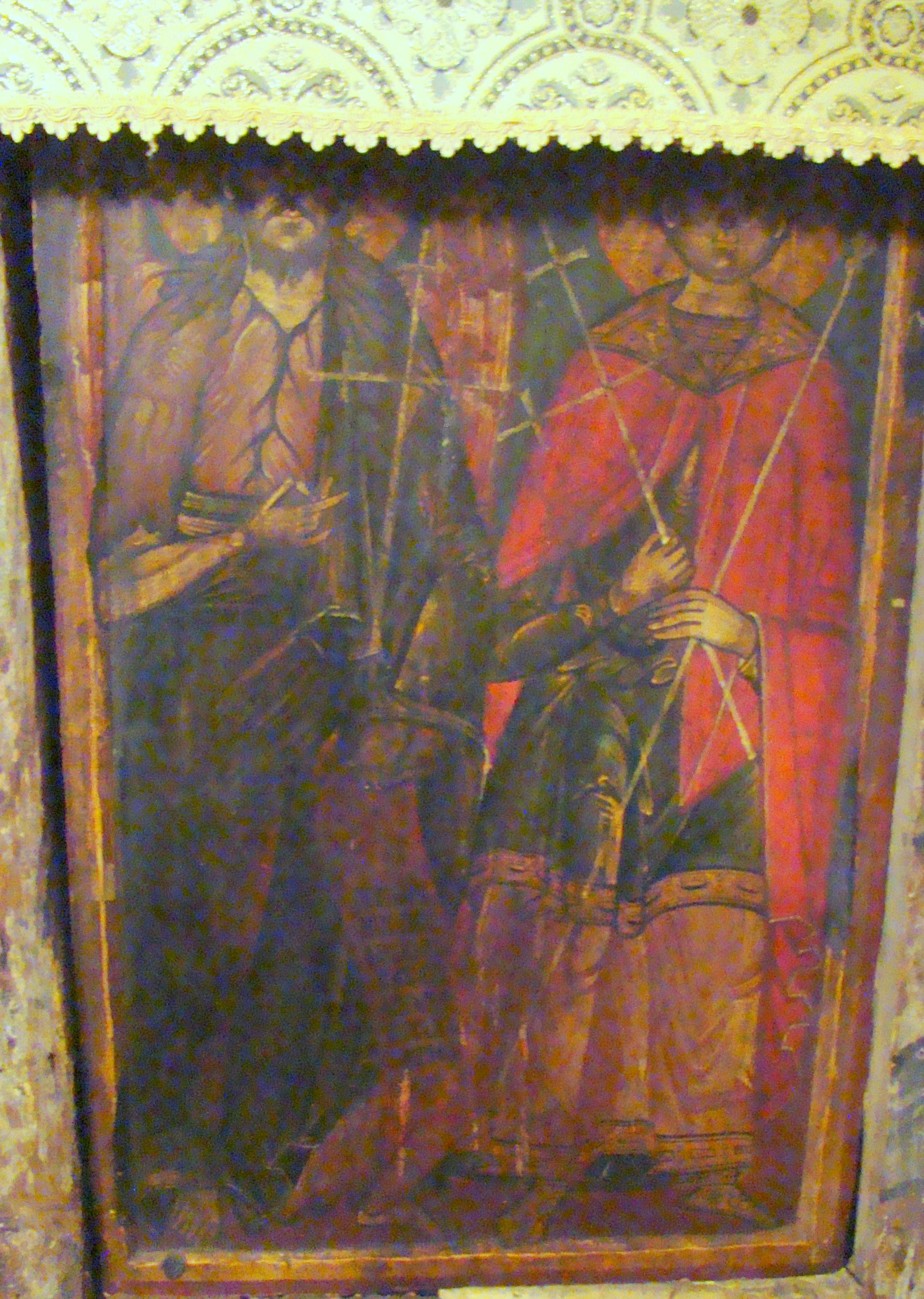
Icoană împărătească: Ioan Botezătorul și Arhanghelul Mihail
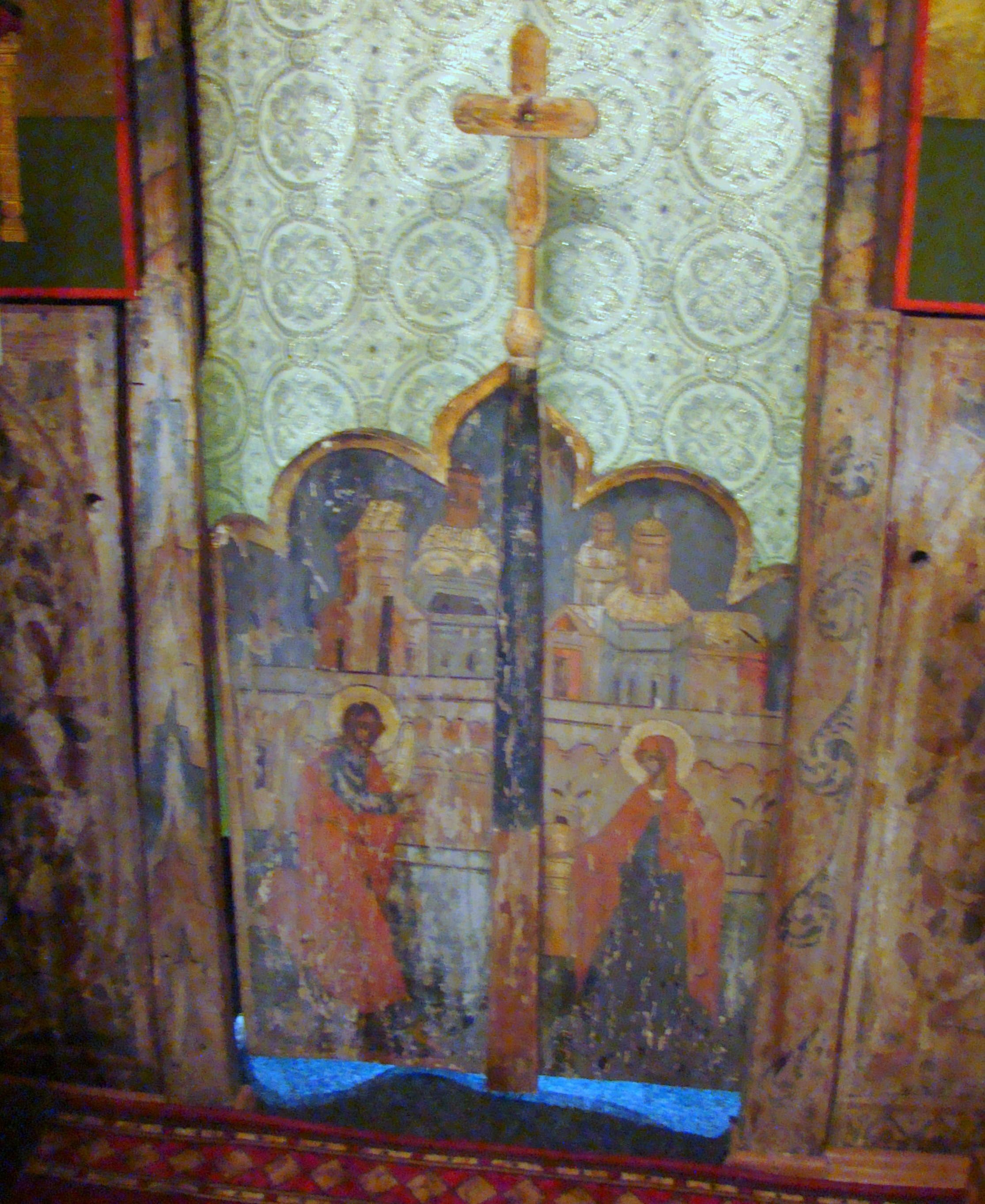
Ușile împărătești, Buna Vestire, cu decor arhitectural
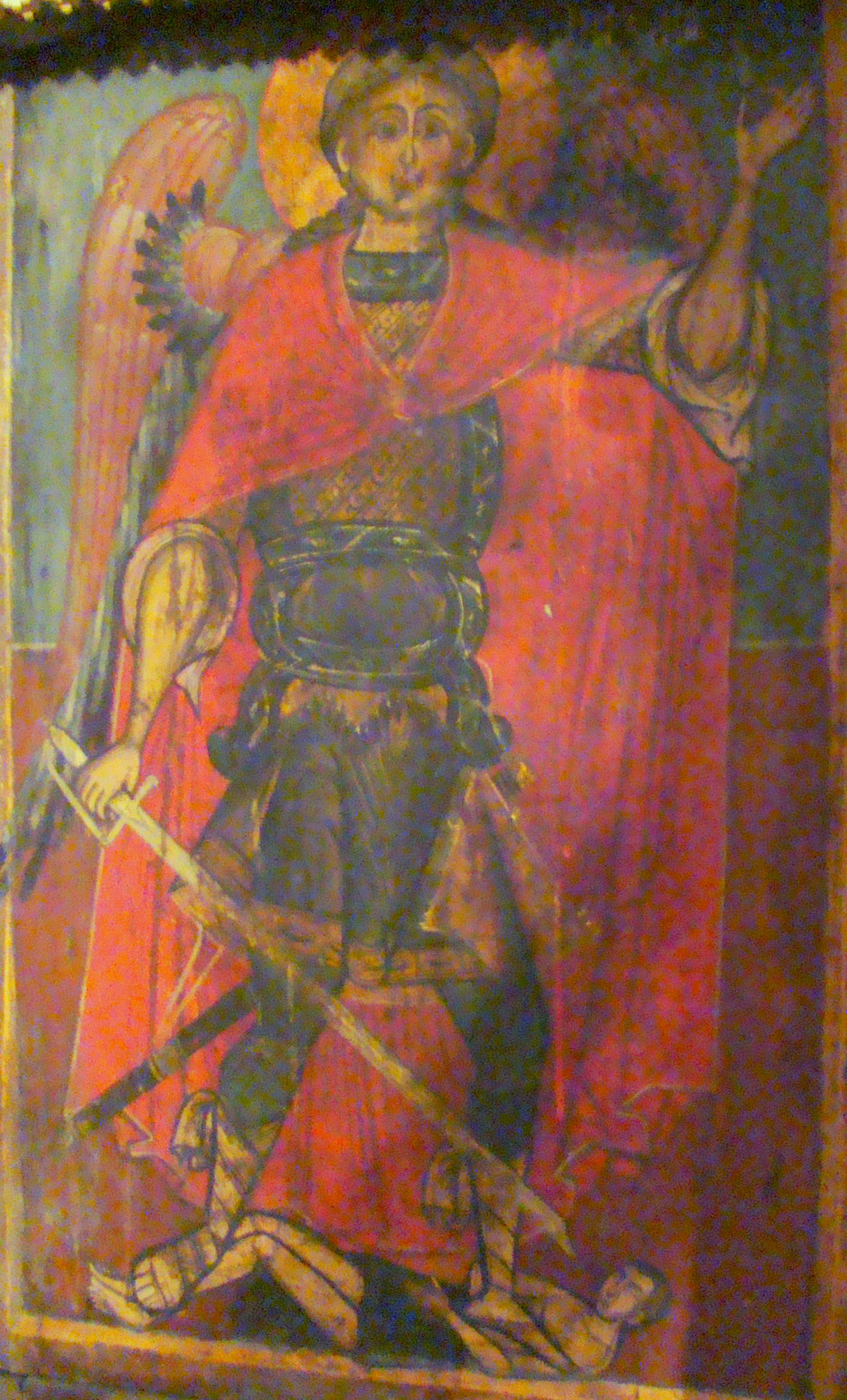
Icoană împărătească: Arhanghelul Mihail, călcând omul păcătos
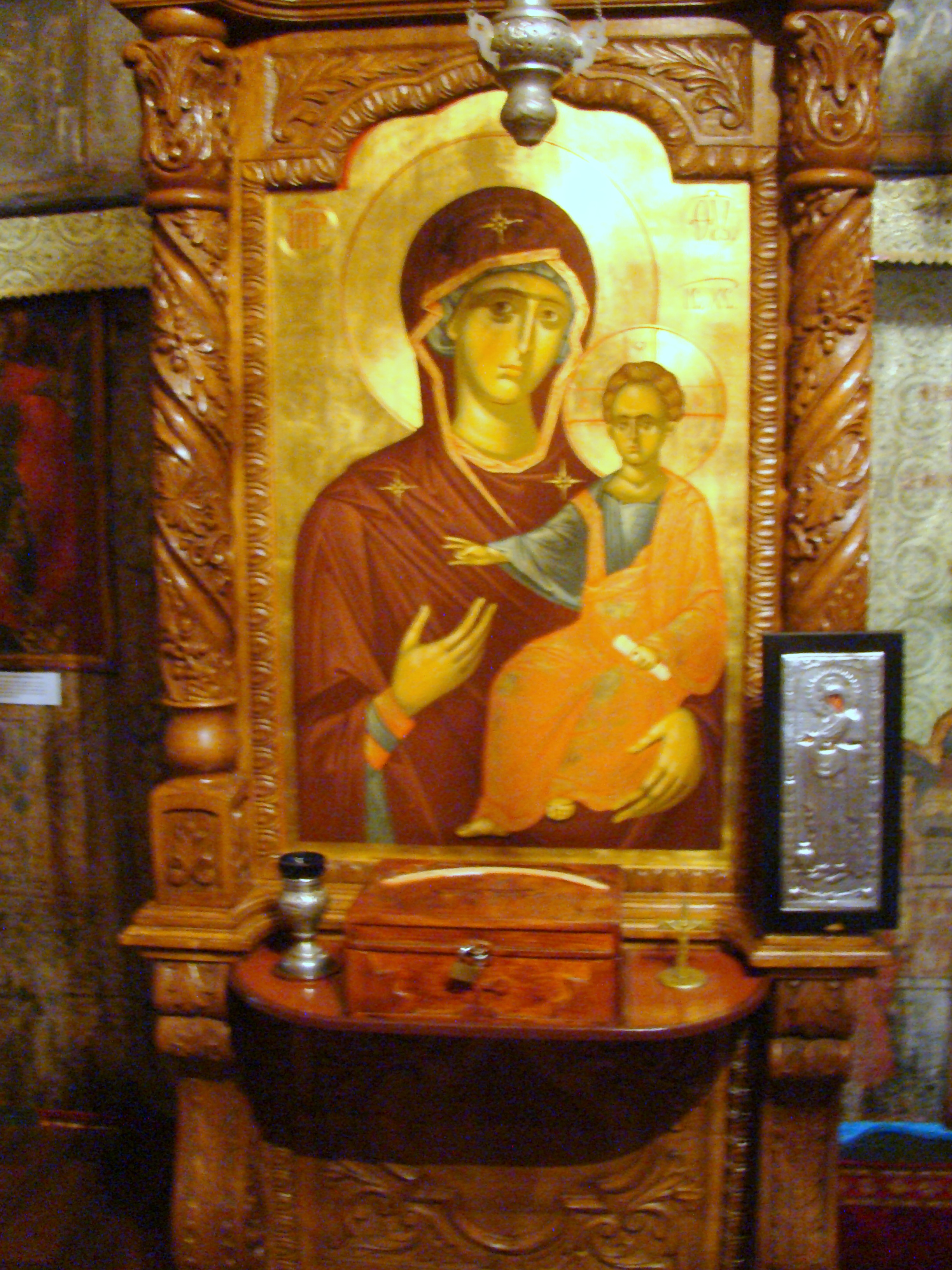
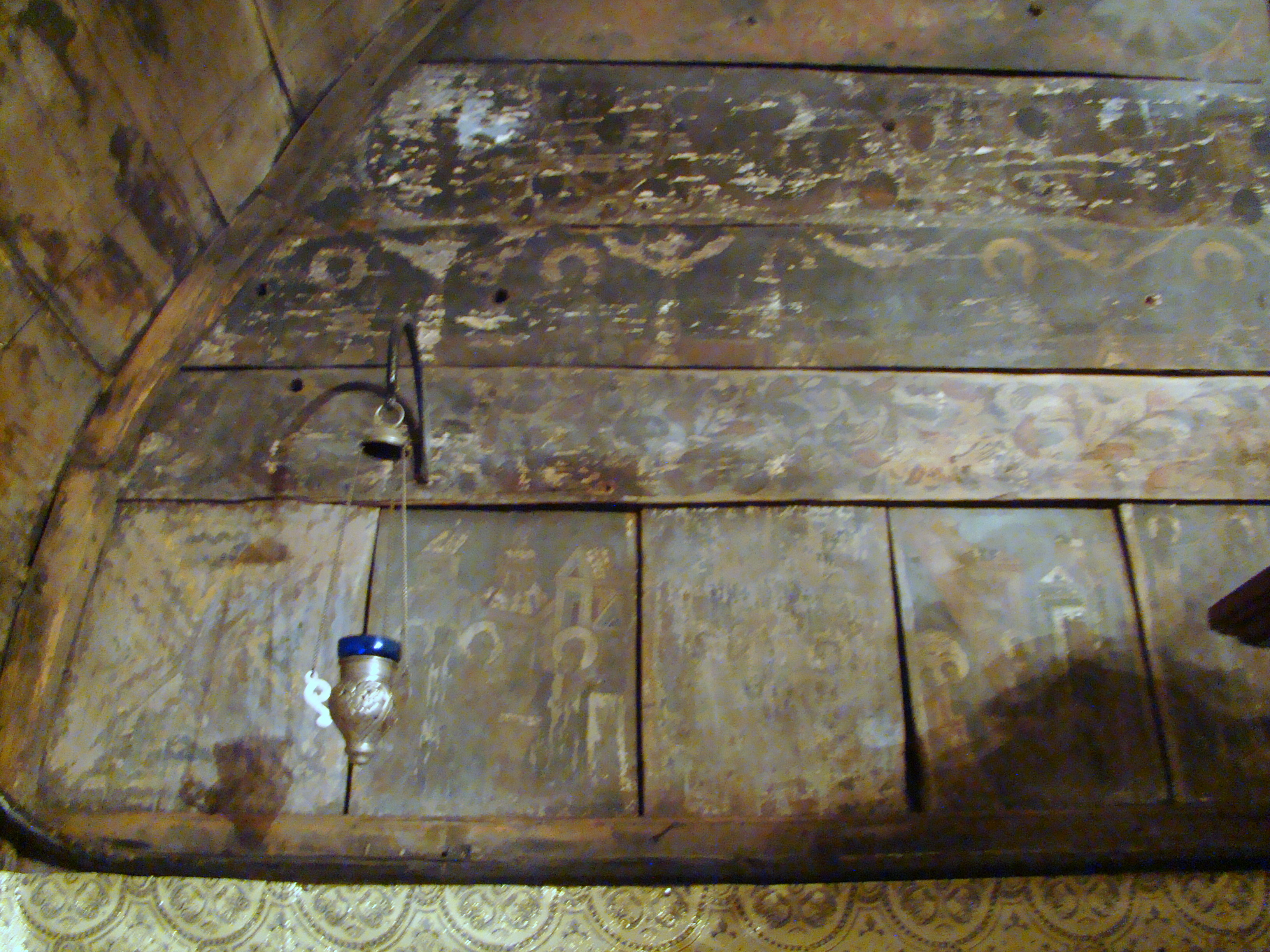
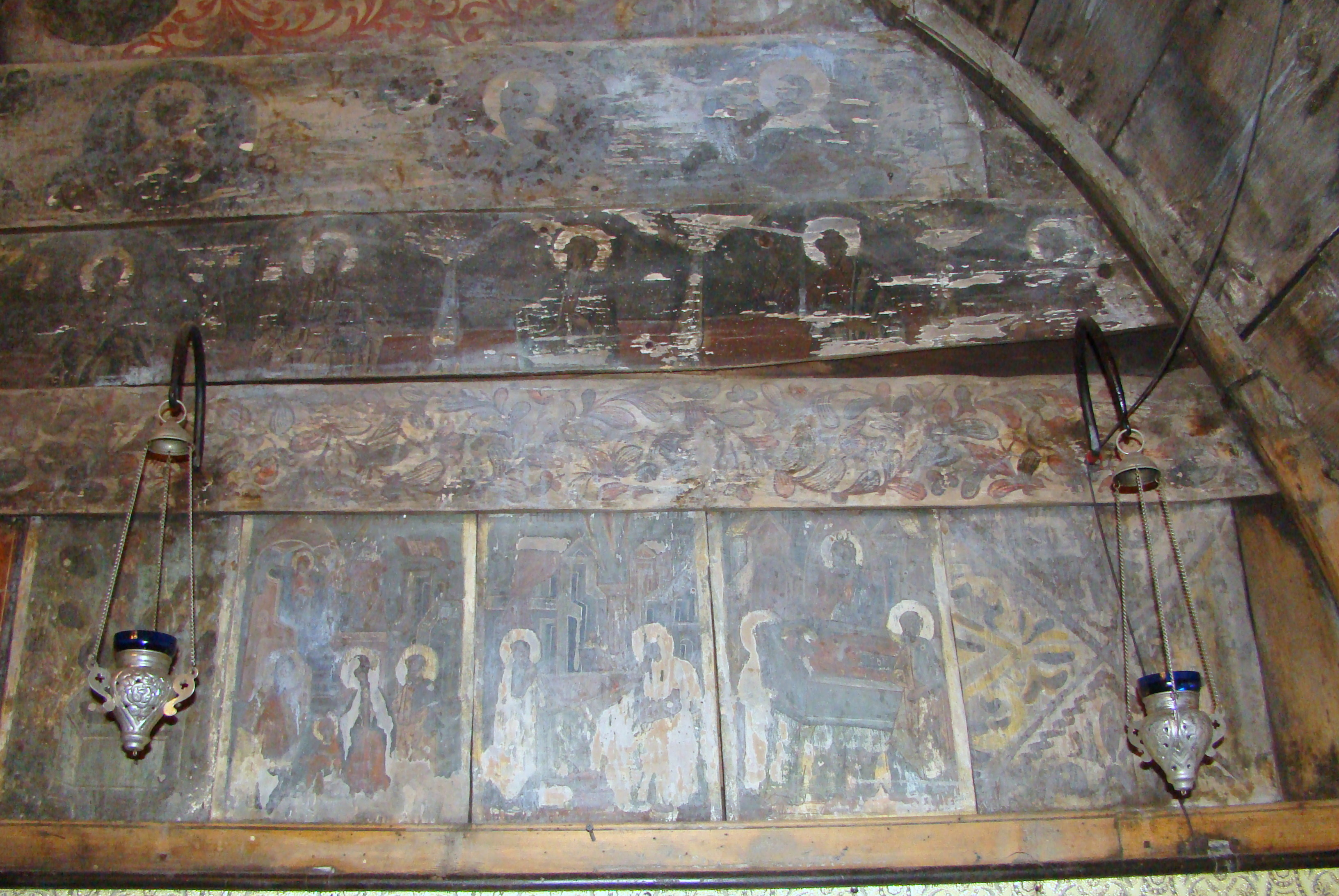
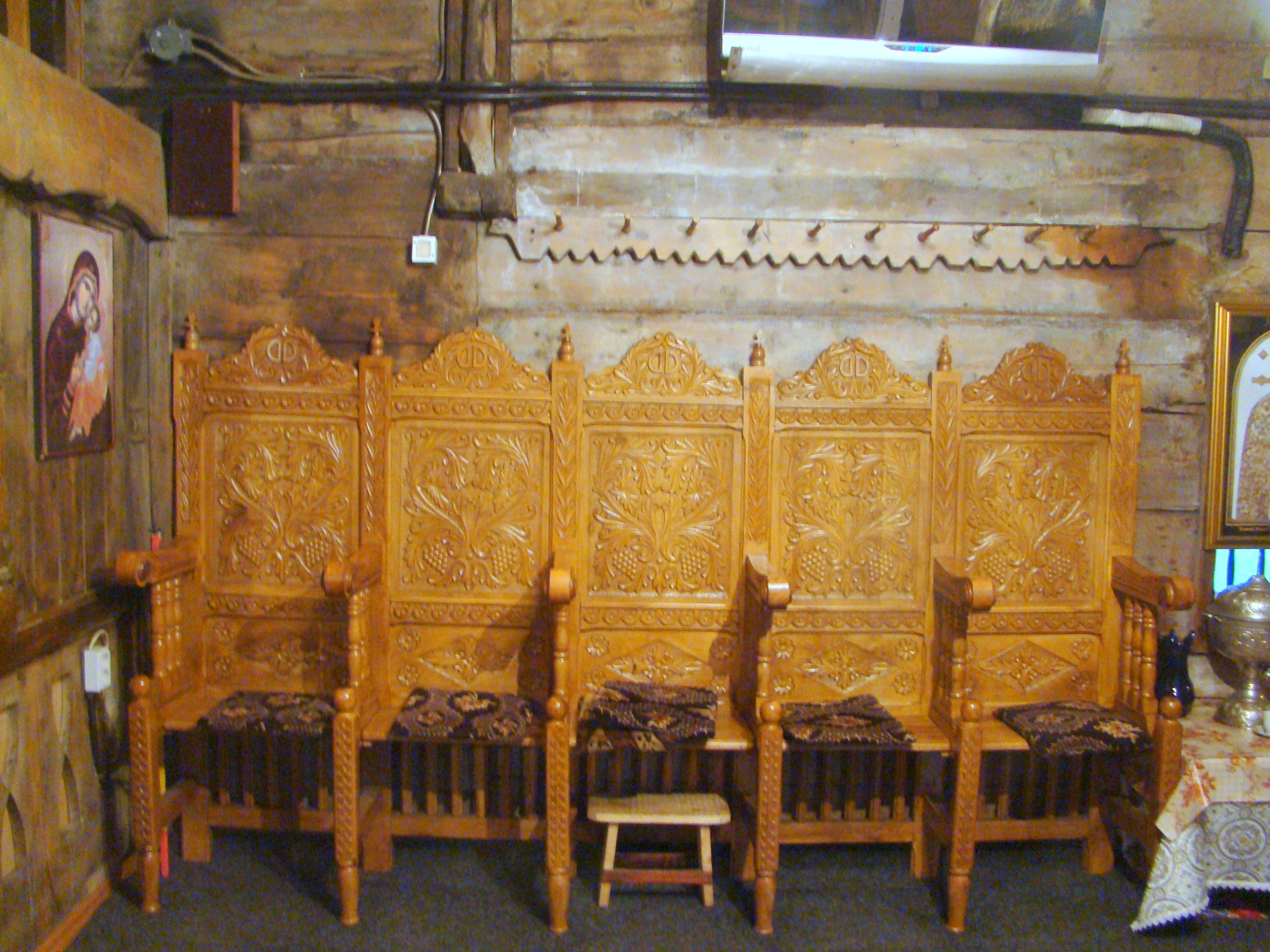
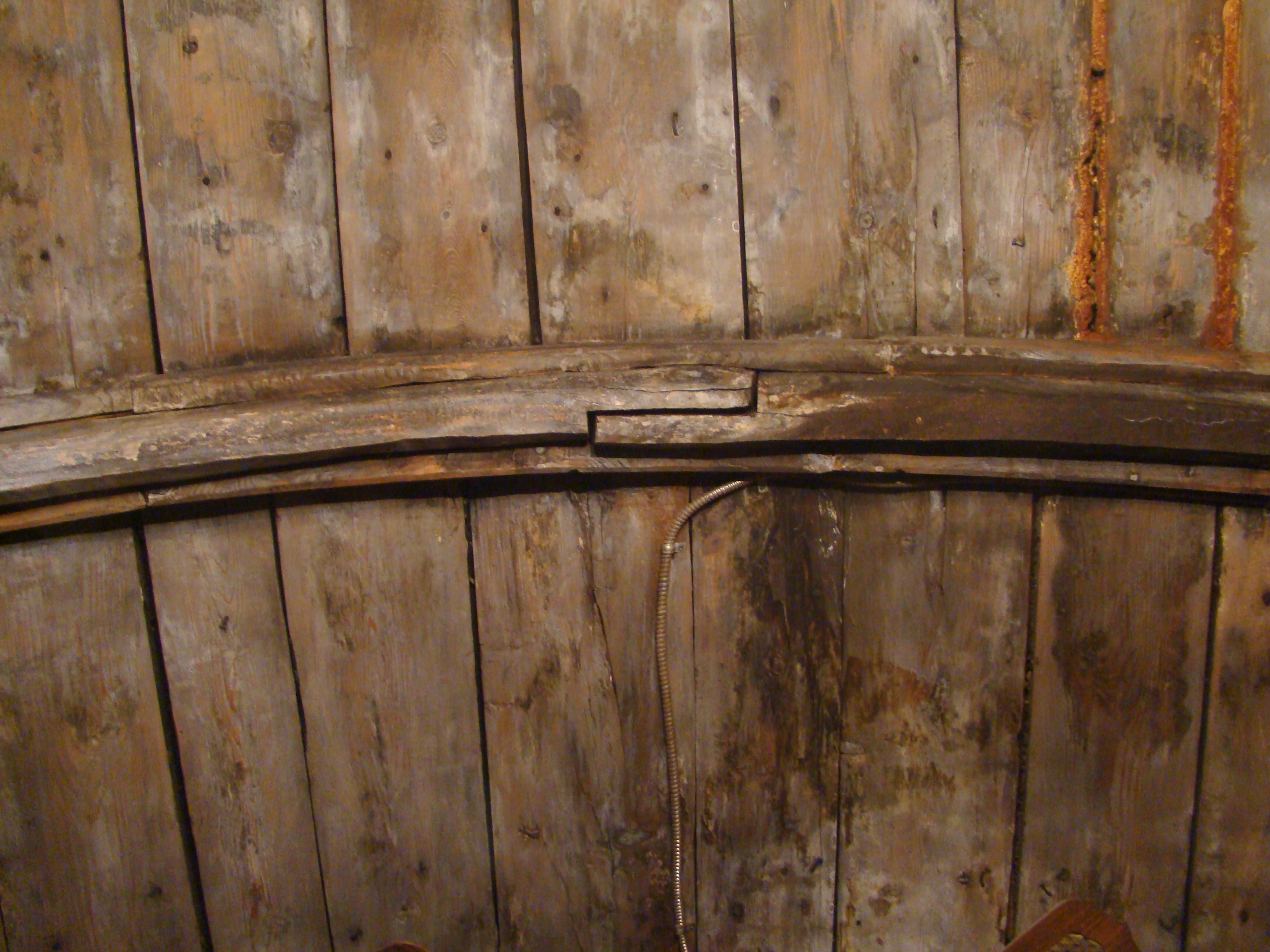
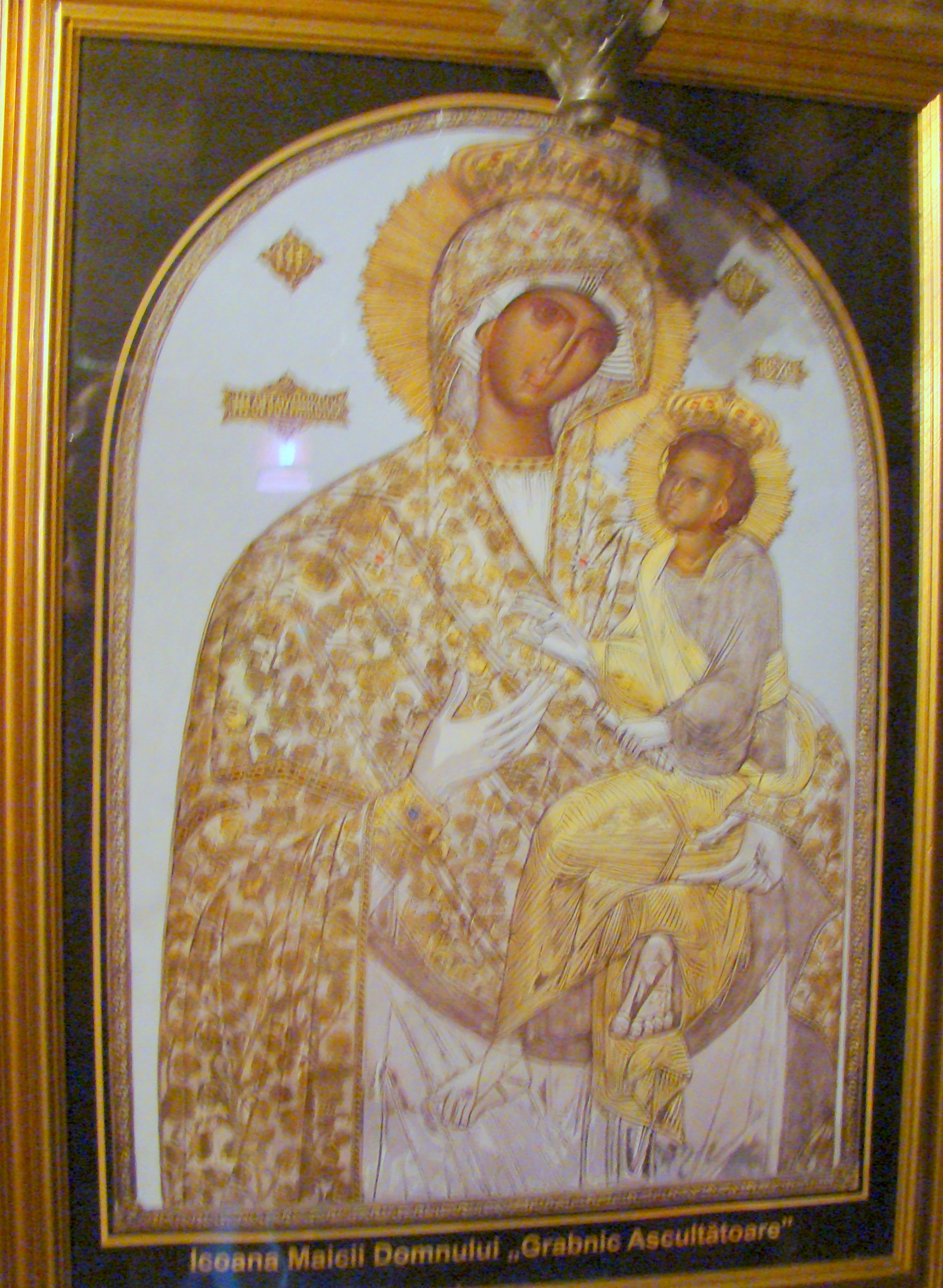
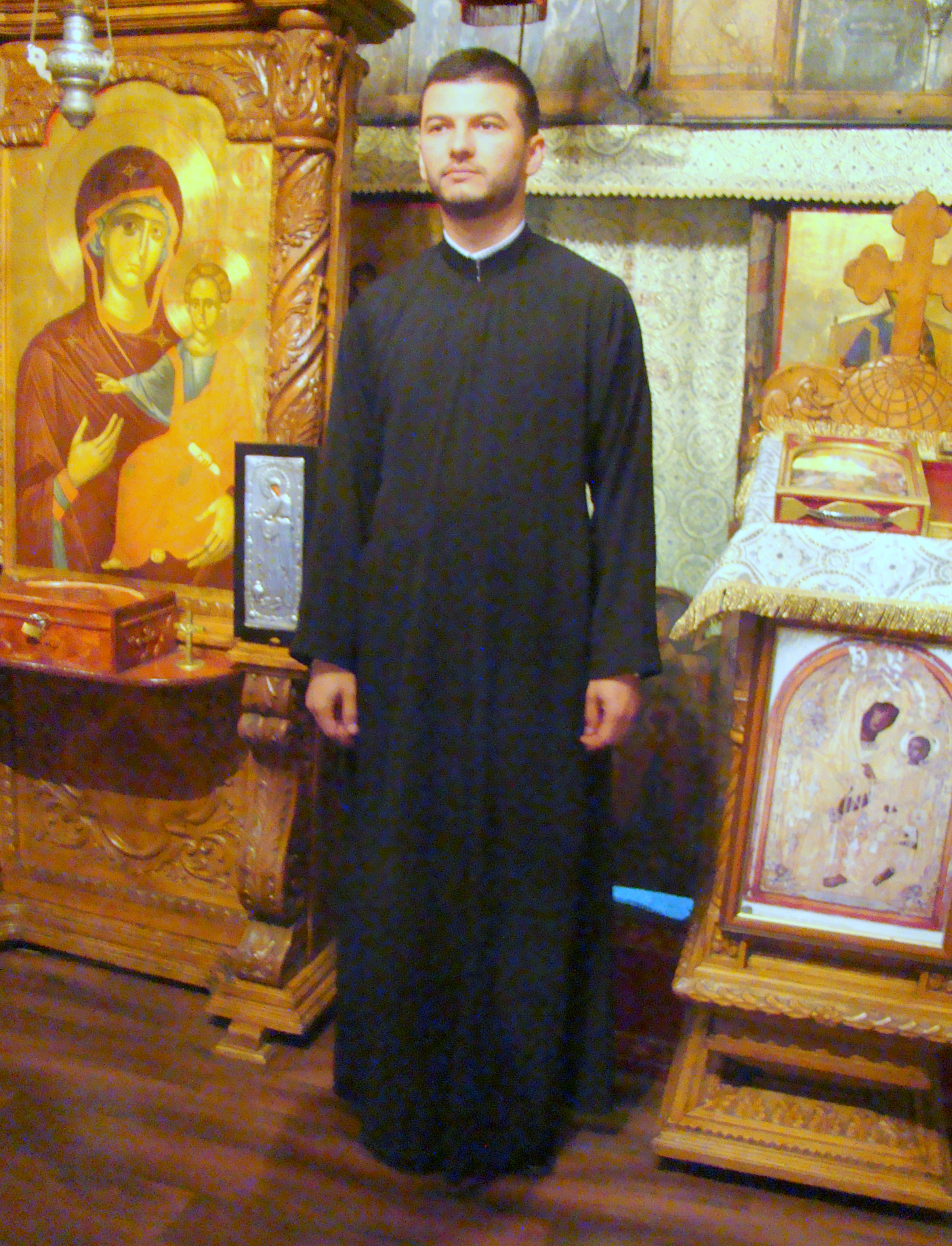
Preotul bisericii de lemn „Sfântul Ioan Botezătorul”, oraș Rovinari: Foanene Daniel
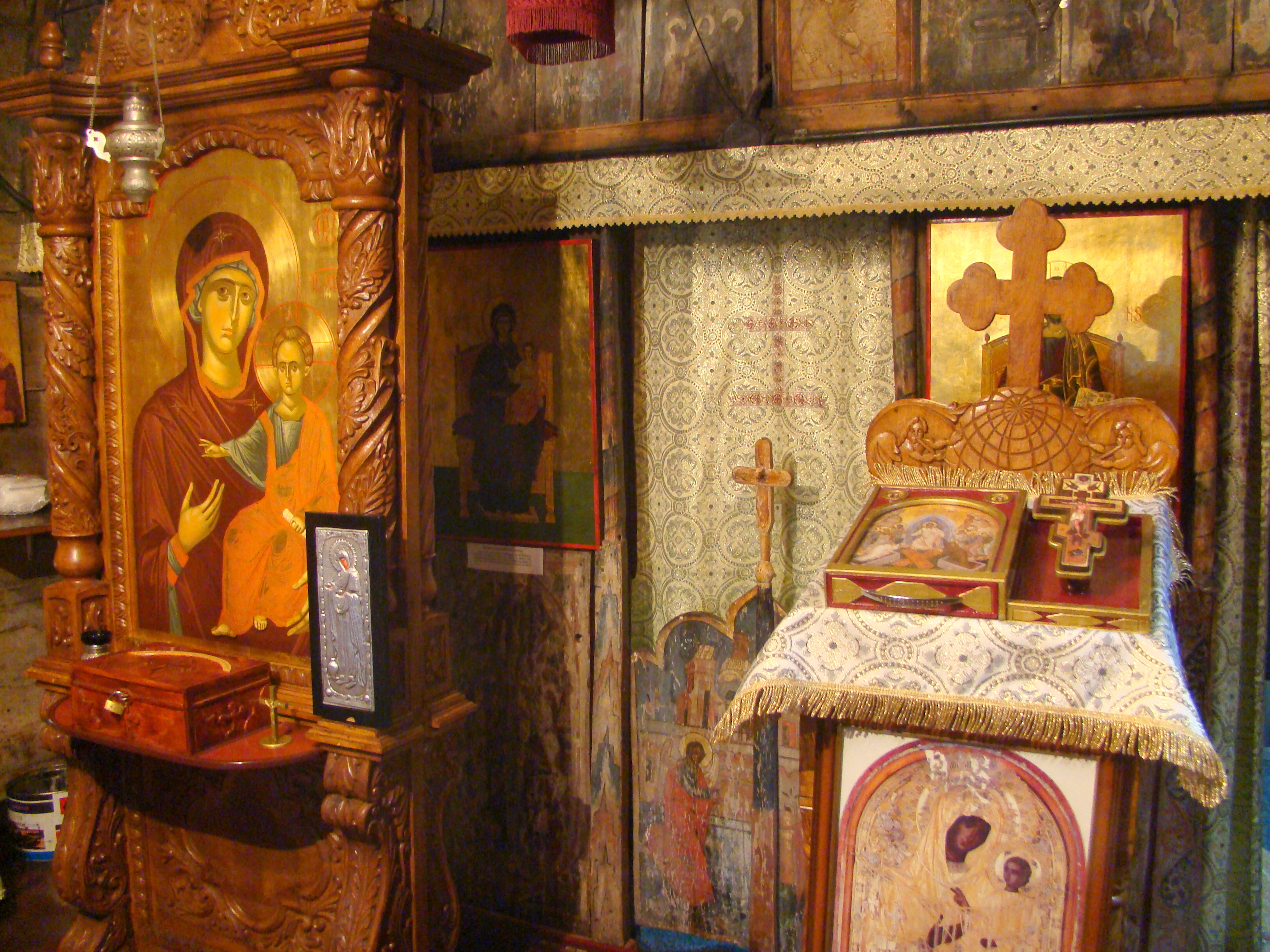
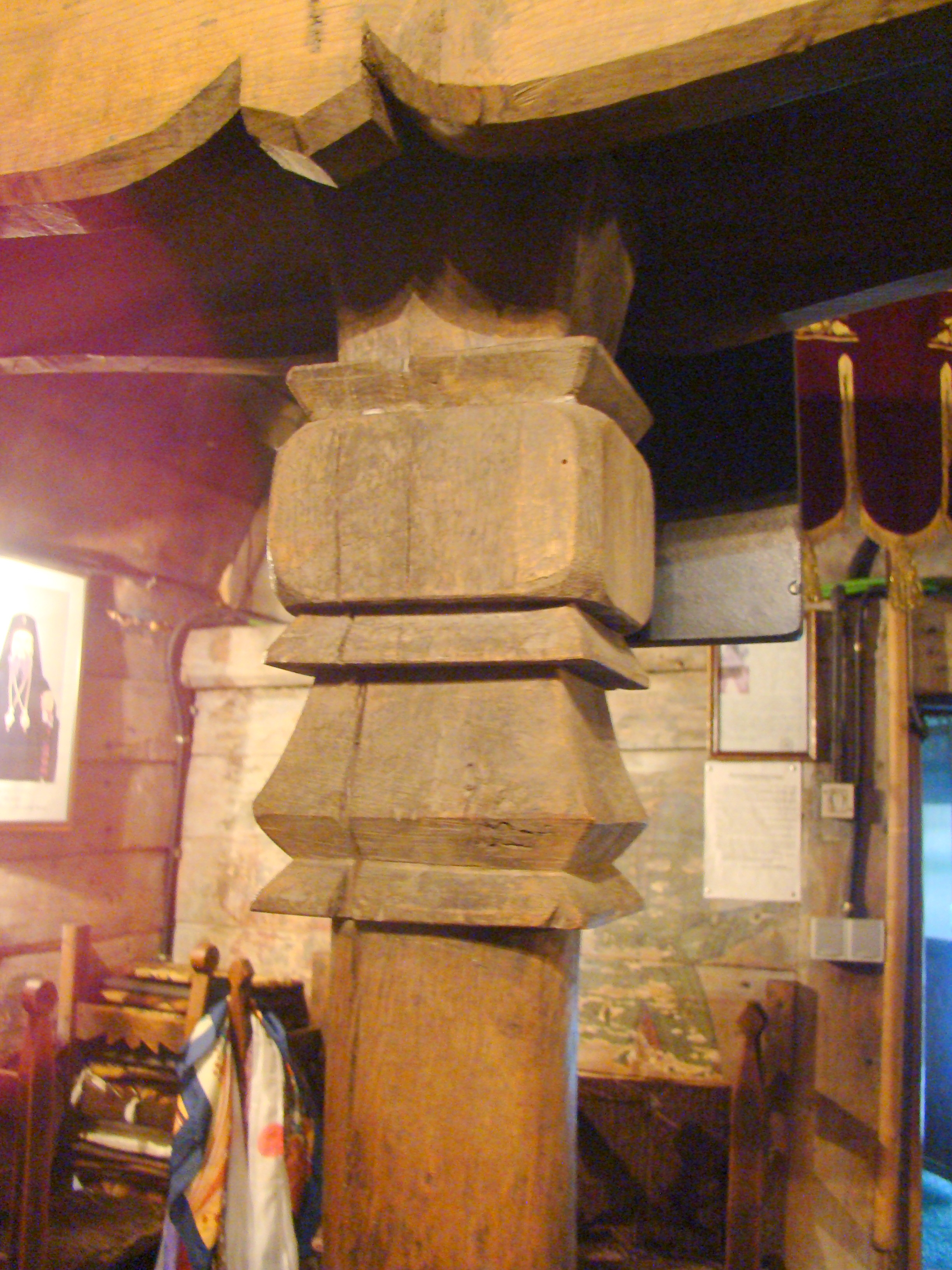
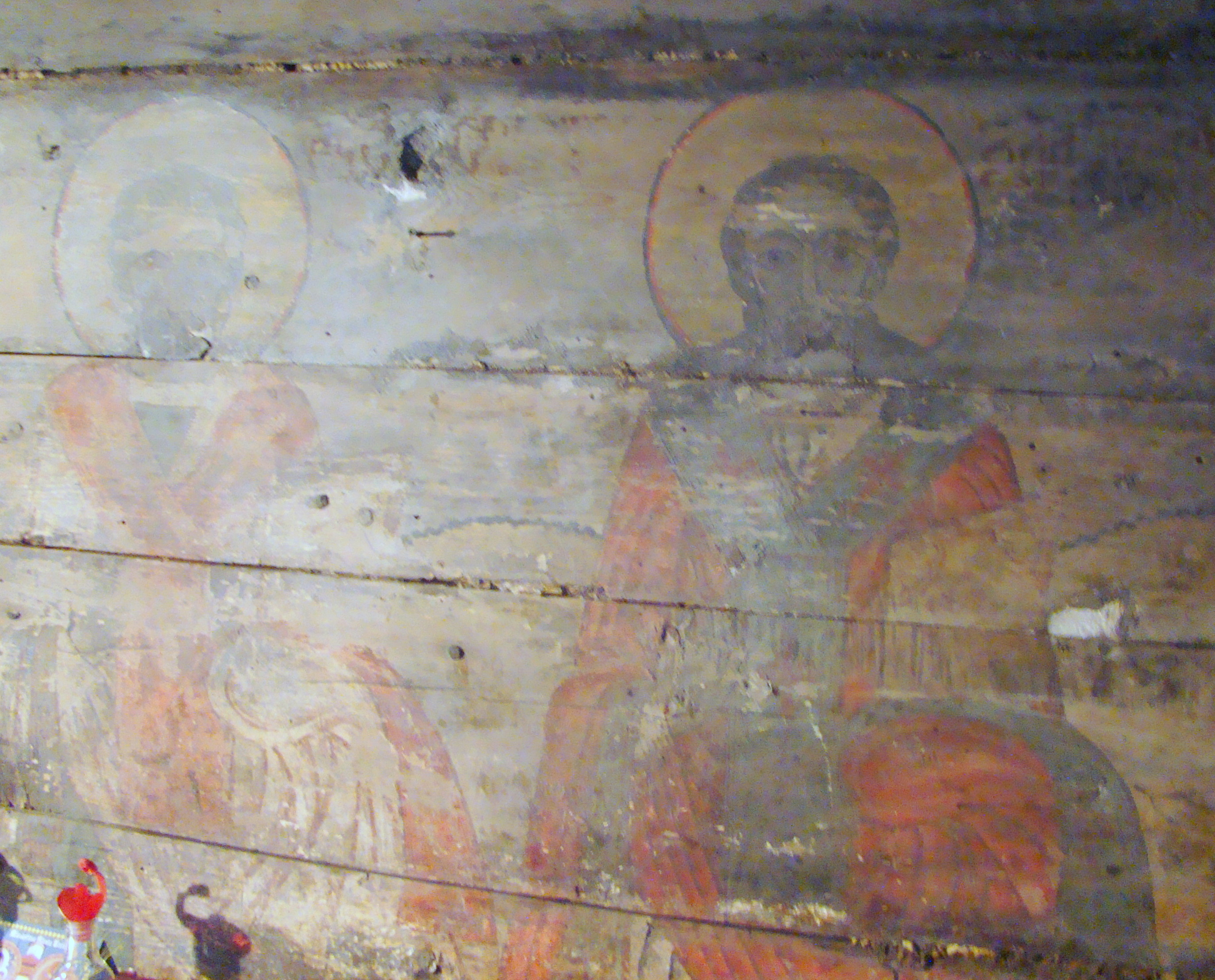